# Bessarion

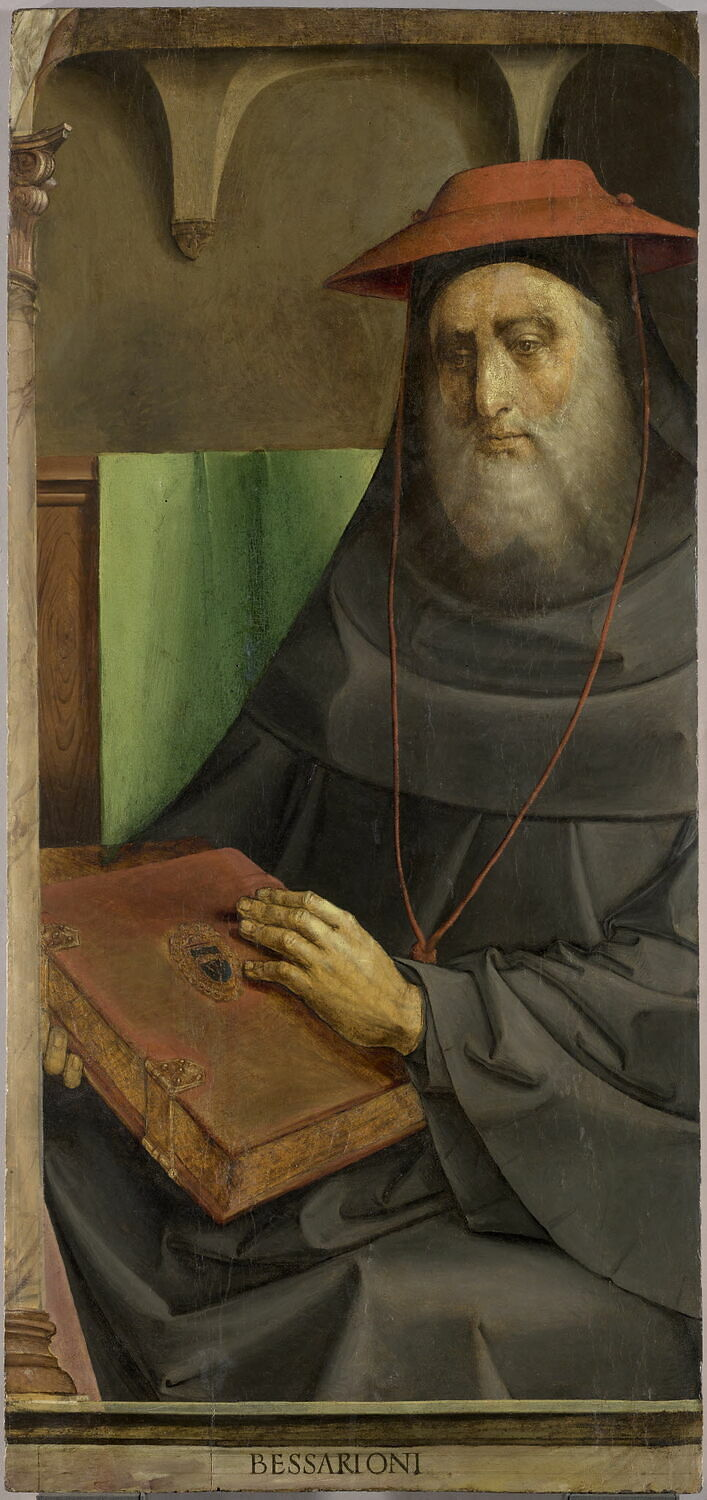
Bessarion als Kardinal. Zeitgenössisches Gemälde von Justus van Gent und Pedro Berruguete. Louvre, Paris

Bessarion (Taufname griechisch Βασίλειος Basíleios, lateinisch Basilius, Mönchsname griechisch Βησσαρίων Bēssaríōn, lateinisch Bessario, italienisch Bessarione, fälschlich Johannes Bessarion bzw. Giovanni Bessarione; * zwischen 1399 und 1408 in Trapezunt im nordöstlichen Kleinasien; † 18. November 1472 in Ravenna) war ein byzantinischer Humanist, Theologe, Kirchenpolitiker, Diplomat, Redner, Publizist, Philosoph, Philologe und Übersetzer. Ab 1439 war er Kardinal, ab 1463 lateinischer Patriarch von Konstantinopel im Exil.
Seine Ausbildung erhielt Bessarion anfangs in Konstantinopel, wo er als junger Mann in ein Kloster eintrat. Später studierte er in Mystras platonische Philosophie und wurde ein eifriger Vertreter des Platonismus. Auf dem Konzil von Ferrara/Florenz trug er 1438/39 maßgeblich zur „Kirchenunion“ bei, der formellen Wiedervereinigung der seit dem 11. Jahrhundert getrennten Kirchen des Ostens und des Westens. In Anerkennung seiner Verdienste um die Überwindung der Kirchenspaltung ernannte ihn Papst Eugen IV. zum Kardinal und holte ihn nach Italien.
Nach dem Wechsel in die lateinischsprachige Welt der Westkirche setzte sich Bessarion vehement für seine von der osmanischen Expansion bedrohte Heimat ein. Seine Hauptanliegen waren zunächst die Verwirklichung der Kirchenunion und die Mobilisierung militärischer Hilfe für das zusammenbrechende Byzantinische Reich. Nach dem Untergang des Byzantinischen Reiches, den er nicht für endgültig hielt, engagierte er sich für die Rettung und Bewahrung griechischer Kulturgüter und für die Abwehr des weiteren Vordringens der osmanischen Militärmacht nach Westen. Er übernahm die schwierige Aufgabe, als päpstlicher Legat für einen Kreuzzug gegen die Türken zu werben, doch mit diesen politischen Bemühungen scheiterte er völlig. Als Theologe vertrat er eine Synthese von christlichem, platonischem und aristotelischem Gedankengut, als Philosoph verteidigte er Platon und den Platonismus gegen einen großangelegten Angriff des zeitgenössischen Aristotelikers Georgios Trapezuntios. Er war ein Pionier der philosophiegeschichtlichen Forschung und leistete einen grundlegenden Beitrag zur Kenntnis und Verbreitung der damals im Abendland noch wenig bekannten Werke und Gedanken Platons.
Bessarion legte die größte Sammlung griechischer Handschriften im Westen an und schenkte seine kostbare Bibliothek der Republik Venedig. Er förderte das Bildungswesen und die altertumswissenschaftliche Forschung und gewährte bedürftigen Humanisten großzügige Unterstützung. Der Nachwelt blieb er in erster Linie als profilierter Platoniker und führender Repräsentant der griechischen Kultur im Westen in Erinnerung. Die moderne Forschung würdigt ihn als bedeutenden Gelehrten, der zwischen den Kulturen vermittelte und sich damit hohes Ansehen erwarb.

## Leben

### Herkunft, Name und Geburt
Über Bessarions Herkunft liegen unterschiedliche Angaben vor, und über die Datierung seiner Geburt gehen in der Forschung die Meinungen auseinander. Unstrittig ist, dass er aus Trapezunt stammte, der Hauptstadt eines eigenständigen Kaiserreichs, das einer der Nachfolgestaaten des 1204 von den Kreuzrittern des vierten Kreuzzugs zerstörten Byzantinischen Reichs war. Nach der Darstellung des zeitgenössischen byzantinischen Schriftstellers Michael Apostoles, der den Kardinal gut kannte, lebten dessen Eltern in bescheidenen Verhältnissen und mussten ihren Lebensunterhalt mit ihren Händen verdienen. Einer anderen Überlieferung folgte der Historiker und Bischof von Alessio Benedetto Orsini, der seine Untersuchung über die Genealogie der Komnenen um 1635/36 abschloss. Orsini hatte noch Zugang zu heute verschollenen griechischen Quellen. Nach seinem Bericht war Bessarions Vater ein Adliger namens Konstantinos Milessios und seine Mutter Eudoxia Komnene, eine Tochter Kaiser Johannes’ III. von Trapezunt, der von 1342 bis 1344 regierte. Allerdings wird die Glaubwürdigkeit von Orsinis Angaben in der Forschung überwiegend skeptisch beurteilt. Einer zeitgenössischen Notiz zufolge hieß Bessarions Mutter Theodule. Er selbst nannte die Namen Theodoros und Theodora, die sich anscheinend auf seine Eltern beziehen. Vermutlich war entweder Theodora oder Theodule ein klösterlicher Name, den seine Mutter angenommen hatte, als sie als Witwe in ein Kloster eintrat.
Für die Geburt Bessarions schwanken die Ansätze zwischen Ende 1399 und dem 2. Januar 1408. Oft wird der 2. Januar 1403 genannt, der nach seiner allerdings zweifelhaft überlieferten Lebensdauer errechnet wurde. Falls sein Großvater mütterlicherseits der 1362 gestorbene Kaiser Johannes III. war, spricht dies für eine frühe Datierung der Geburt. Nach eigenen Angaben hatte er vierzehn Geschwister, die alle vor den Eltern starben.
In älterer Fachliteratur wird als Taufname Bessarions irrtümlich Johannes genannt. Diese Angabe beruht auf falscher Lesung eines handschriftlichen Eintrags in einem Codex. Obwohl das Versehen schon 1976 nachgewiesen wurde, kommt der angebliche Vorname Johannes/Giovanni noch im 21. Jahrhundert in bibliographischen Hilfsmitteln vor. In der neueren Forschung wird nicht mehr bezweifelt, dass der zeitgenössisch überlieferte Taufname Basileios (lateinisch Basilius) der richtige ist. Diesen Namen hat der Theologe allerdings ab dem Jahr 1423 nicht mehr verwendet, vielmehr nannte er sich nach seiner Mönchsweihe nur noch Bessarion. Die in moderner Literatur häufige Verbindung der beiden Namen – „Basilius Bessarion“ – ist quellenmäßig nicht bezeugt und daher als unauthentisch zu betrachten. In Italien pflegte man ihn lateinisch Nicaenus zu nennen, da er Metropolit von Nikaia war; auch er selbst bezeichnete sich manchmal so.

### Ausbildung und Leben als Mönch in Konstantinopel (1416/17–1431)
Anfangs besuchte Basileios die öffentliche Schule in Trapezunt, wo seine Begabung auffiel. Dann übergaben ihn seine Eltern dem Metropoliten Dositheos von Trapezunt, um ihm eine gute Ausbildung zu ermöglichen. Als Dositheos 1416/17 wegen eines Konflikts mit dem Kaiser von Trapezunt seinen Metropolitansitz verlassen musste und nach Konstantinopel ging, nahm er seinen Schützling mit. In der Hauptstadt des Byzantinischen Reichs gab es keine Universität im westlichen Sinne; der weltliche und geistliche Unterricht lag in der Hand eines Klerikers, des „universellen Lehrers“ (katholikós didáskalos). Dieses Amt hatte damals der Gelehrte Johannes Chortasmenos inne. Er unterrichtete den jungen Basileios in den Schulfächern, die im Westen als die „Sieben Freien Künste“ bekannt waren, und in „Philosophie“, worunter man die aristotelische Logik verstand. Das waren die bei den Byzantinern als „hellenisch“ bezeichneten Wissensgebiete, deren Kenntnis die „heidnische“, auf dem vorchristlichen antiken Schulwesen fußende Allgemeinbildung (mathḗmata) ausmachte. Die Lehrbücher, die Chortasmenos verwendete, sind bekannt, die günstige Quellenlage ermöglicht eine detaillierte Kenntnis der sprachlich-literarischen, philosophischen und mathematisch-naturwissenschaftlichen Lehrinhalte, die den Schülern vermittelt wurden. Hinzu kam Unterweisung in der Dogmatik der orthodoxen Theologie. Diese war im frühen 15. Jahrhundert vom Palamismus geprägt, einer kontemplativ orientierten Richtung, die das „hellenische“ Bildungsgut, insbesondere die Philosophie, für nutzlos erklärte. Daraus ergab sich für bildungsbegierige Schüler ein Zwiespalt, den Basileios für sich im Sinne einer Bejahung der vorchristlichen antiken Kultur löste.
Neben Chortasmenos hatte Basileios noch einen Lehrer namens Chrysokokkes, der an einer öffentlichen Schule tätig war. Dieser wird oft mit dem Handschriftenschreiber Georgios Chrysokokkes gleichgesetzt, es kann sich aber auch um einen anderen Gelehrten dieses Namens handeln. Jedenfalls war der italienische Humanist Francesco Filelfo, der sich damals in Konstantinopel aufhielt und später in Italien durch seine außergewöhnliche Beherrschung des Griechischen Ansehen erlangte, bei Chrysokokkes ein Mitschüler des künftigen Kardinals.
Schon bald nach seiner Ankunft in Konstantinopel schloss sich Basileios informell einer klösterlichen Gemeinschaft an. Einige Jahre später, am 30. Januar 1423, trat er als Mönch ein. Nach der Probezeit erhielt der neue Klosterbruder am 20. Juli 1423 die zweite, endgültige Tonsur. Gemäß der Sitte änderte er mit dem Eintritt in den Mönchsstand seinen Namen. Er nannte sich nun Bessarion. Mit der Wahl dieses Namens zeigte er seine Verehrung für den spätantiken Wüstenvater Bessarion, einen ägyptischen Anachoreten, dessen Heiligenkult in Trapezunt besonders gepflegt wurde. Am 8. Dezember 1425 wurde er zum Diakon geweiht, am 8. Oktober 1430 empfing er die Priesterweihe.
Als Mönch beschränkte sich Bessarion nicht auf ein beschauliches Leben im Kloster, sondern entfaltete frühzeitig politische Aktivität. Er beteiligte sich 1426/27 an einer Gesandtschaft des in Konstantinopel regierenden Kaisers Johannes VIII. Palaiologos an Alexios IV. Komnenos, den Kaiser von Trapezunt. Dabei wandte er sich mit einer enkomiastischen Ansprache an Alexios. Das Ziel war ein Bündnis der beiden Reiche.

### Studienaufenthalt in Mystras (1431–1436/37)
Wohl im Jahr 1431 begab sich Bessarion, dem Rat seines früheren Lehrers Chortasmenos folgend, auf die Halbinsel Morea, um in Mystras (Mistra), der Hauptstadt des dortigen Despotats, seine Bildung zu vertiefen. Dort studierte er bei dem berühmten Gelehrten Georgios Gemistos Plethon, einem antiaristotelisch gesinnten Platoniker, der ein ungewöhnliches philosophisch-religiöses System entwickelt hatte. Plethon verherrlichte wie die westlichen Humanisten die antiken Kulturgüter. Dabei ging er so weit, das Christentum zu verwerfen und eine Erneuerung der alten griechischen Religion zu erhoffen. Bessarion schätzte Plethon sehr und blieb ihm auch später freundschaftlich verbunden, hielt aber seinem christlichen Glauben die Treue. Ein wegweisender Impuls, den er in Mystras erhielt, war die gründliche Kenntnis der platonischen Philosophie, die ihm Plethon vermittelte. Den Platonismus, den er sich als persönliche Überzeugung zu eigen machte, verband Bessarion mit seinem christlichen Weltbild. Einen Schwerpunkt seiner Studien in Mystras bildeten die mathematisch-naturwissenschaftlichen Fächer, vor allem die Astronomie.
Auch während seines Aufenthalts im Despotat Morea betätigte sich Bessarion politisch. Er genoss das Vertrauen des dortigen Herrschers, des Despoten Theodoros II., der ein Bruder von Kaiser Johannes VIII. war. Sein Ansehen war so groß, dass er bei einem Konflikt in der Kaiserfamilie vermitteln konnte.

### Tätigkeit als orthodoxer Kirchenpolitiker (1437–1439)
Auf Anweisung Kaiser Johannes’ VIII. kehrte Bessarion 1436/37 nach Konstantinopel zurück. Angeblich machte ihn der Herrscher nun zum Hegumenos des hauptstädtischen Basileiosklosters oder – nach einer anderen Deutung des Quellenbefunds – übertrug ihm dort eine lehrende Funktion. Im nächsten Jahr folgte seine Ernennung zum Metropoliten von Nikaia, für die sich der Despot Theodoros II. bei seinem Bruder eingesetzt haben soll.
Die Bischofsweihe empfing Bessarion am 11. November 1437. Seine Erhebung in den Metropolitenrang erfolgte vor dem Hintergrund des bevorstehenden Unionskonzils, auf dem die „Union“, die Wiedervereinigung der römischen und der orthodoxen Kirche, vollzogen werden sollte. Die Kirchen waren seit dem „Morgenländischen Schisma“ des 11. Jahrhunderts getrennt. Die Überwindung der Kirchenspaltung war ein zentrales Anliegen der byzantinischen Diplomatie, denn sie bildete die Voraussetzung für die vom Kaiser dringend benötigte militärische Hilfe westlicher Mächte gegen die Expansion des osmanischen Reichs. Der türkische Vormarsch drohte den byzantinischen Staat auszulöschen. Inwieweit Bessarion als Vertrauter des Kaisers an der Vorbereitung des Konzils beteiligt war, ist in der Forschung umstritten. Mit dem Kaiser und den anderen Metropoliten und sonstigen Würdenträgern des Patriarchats von Konstantinopel, die an der Kirchenversammlung teilnahmen, trat er im November 1437 die Überfahrt nach Italien an. Unter den Teilnehmern der langen Schiffsreise waren auch Plethon und der Philosoph und künftige Kardinal Nikolaus von Kues (Cusanus), der sich zu Verhandlungen über die Kircheneinheit in Konstantinopel aufgehalten hatte. Mit Cusanus schloss Bessarion eine lebenslange Freundschaft, die zu fruchtbarer Zusammenarbeit führte.
Im Februar 1438 hielt die byzantinische Delegation ihren Einzug in Venedig. Bei Bessarion hinterließ die Stadt, die er später zu seiner Wahlheimat machte, einen tiefen Eindruck; sie erschien ihm wie ein zweites Byzanz. Im März trafen die Byzantiner in Ferrara ein, das zum Tagungsort des Unionskonzils bestimmt war. Die Versammlung wurde zwar am 9. April feierlich eröffnet, doch zunächst wurde nur sondiert; der offizielle Beginn der Verhandlungen verzögerte sich um Monate.
Der Erfolg der Unionsbemühungen hing von einer Einigung in den dogmatischen Streitfragen ab, unter denen die seit Jahrhunderten verfestigte Meinungsverschiedenheit über das „Filioque“ im Glaubensbekenntnis die wichtigste war. Dabei ging es um die Frage, ob der Heilige Geist nur von Gottvater ausgehe, wie die orthodoxen Theologen meinten, oder auch vom Gottessohn (lateinisch filioque „und vom Sohn“), wie die römische Dogmatik lehrte. Den Zusatz „filioque“ hatte die römische Kirche eigenmächtig in das Glaubensbekenntnis eingefügt, ohne die anderen Kirchen vorher zu befragen. Für die Orthodoxen war dies unannehmbar. Zunächst legte der Kaiser fest, dass zwei der griechischen Metropoliten, Bessarion und Markos Eugenikos, in den Sondierungsgesprächen als alleinige Wortführer der orthodoxen Seite fungieren sollten. Dabei hatte der wesentlich ranghöhere, resolute Markos Eugenikos auf theologische Korrektheit zu achten, während dem verbindlich auftretenden Bessarion die Aufgabe zugedacht war, die Gegenseite mit seinem rhetorischen Schwung zu beeindrucken und als Vermittler Konflikte zu dämpfen. Im Lauf der Zeit profilierten sich die beiden Theologen zunehmend als Repräsentanten zweier gegensätzlicher Richtungen: Bessarion dachte und agierte lösungsorientiert, während Markos Eugenikos als unnachgiebiger Verteidiger der ostkirchlichen Positionen ein Scheitern der Verhandlungen in Kauf nahm oder sogar anstrebte. So kam es zu einer Entfremdung der beiden Metropoliten und einem Antagonismus, der eskalierte.
In der ersten öffentlichen Sitzung des Konzils am 8. Oktober 1438 hielt Bessarion die Eröffnungsrede, mit der er sich leidenschaftlich für die Einheit der Kirchen einsetzte. Hinsichtlich der Streitpunkte forderte er eine unbefangene gemeinsame Wahrheitssuche, auf heikle Einzelheiten ging er nicht ein. Anfang November verteidigte er in ausführlichen Redebeiträgen die orthodoxe Auffassung, der zufolge eine Änderung im Text des Glaubensbekenntnisses sogar dann prinzipiell unzulässig wäre, wenn ihre inhaltliche Richtigkeit unstrittig wäre. Als sich die Positionen versteiften, versammelte der Patriarch eine Gruppe orthodoxer Würdenträger, um mit ihnen ohne den Kaiser über das weitere Vorgehen zu beraten. Er schlug vor, ultimativ mit Abbruch der Verhandlungen zu drohen und dann bei andauernder Unnachgiebigkeit der Gegenseite abzureisen. Nur Bessarion widersprach diesem Plan. Schließlich erzwang der Kaiser, den nur die politischen Folgen interessierten, die Fortsetzung des Konzils.
In den ersten Monaten des Jahres 1439 hielt Bessarion offiziell an der herkömmlichen orthodoxen Position fest, doch nach den ersten Februartagen meldete er sich nur noch selten zu Wort und zeigte zunehmend Interesse und Verständnis für die Ausführungen der Gegenseite. Der Grund für diese Zurückhaltung war, dass ihn die Argumentation der „Lateiner“, der lateinischsprachigen westkirchlichen Theologen, zum Überdenken seines Standpunkts bewog. Insbesondere die Ausführungen des Kardinals Giuliano Cesarini beeindruckten ihn stark.
Schon bevor das Konzil im Januar 1439 nach Florenz verlegt wurde, hatte Bessarion begonnen, die Äußerungen der antiken Kirchenväter – der maßgeblichen Autoritäten – zu der strittigen Frage gründlich zu überprüfen. Nach langen Studien kam er schließlich zum Ergebnis, dass die Position der Lateiner die besser begründete sei und der Konflikt auf ein Missverständnis zurückzuführen sei. Dies bestärkte ihn in seinem Kampf für die Union, denn nun sprach aus seiner Sicht nicht nur der politisch-militärische Sachzwang, sondern auch der theologische Befund voll und ganz für die Einigung. In diesem Sinne wirkte er mit Erfolg auf schwankende orthodoxe Bischöfe ein und erreichte, dass die Ablehnungsfront bröckelte.
Am 13. und 14. April 1439 ergriff Bessarion vor einer Versammlung byzantinischer Bischöfe das Wort, um bei den Zögernden die Bedenken gegen die Union zu zerstreuen. Er argumentierte sowohl theologisch als auch philologisch. Den Streit um das Filioque führte er auf einen scheinbaren Widerspruch zurück. Er behauptete, der Gegensatz lasse sich durch eine philologische Untersuchung der dogmatischen Aussagen überbrücken. Faktisch liefen seine Ausführungen allerdings auf Zustimmung zum römischen Dogma hinaus.
In den folgenden Wochen trat ein Umschwung ein, unter den byzantinischen Konzilsteilnehmern setzte sich zunehmend der Wille zur Union durch. Bessarion beteiligte sich an der Ausarbeitung der Einigungsformel und warb im orthodoxen Lager intensiv um Zustimmung zu seinem Konzept, das beim Hauptstreitpunkt im Wesentlichen den Vorstellungen der Lateiner entsprach. Schließlich setzte er sich gegen den Widerstand des Markos Eugenikos durch. Sein Einsatz trug maßgeblich dazu bei, dass die Union der Kirchen beschlossen wurde. Gemeinsam mit dem Humanisten Ambrogio Traversari, der die Lateiner vertrat, formulierte er das Konzilsdekret, das die dogmatische Grundlage der Kircheneinheit, auf die man sich verständigt hatte, festhielt. Bei der Vereinigungszeremonie am 6. Juli 1439 proklamierte Bessarion den griechischen Text des Einigungsdokuments, Cesarini den lateinischen.
Von dem Erfolg war Papst Eugen IV. so beeindruckt, dass er Bessarion eine Pension von jährlich 300 Florin gewährte, die auf 600 erhöht werden sollte, falls sich der Begünstigte entschloss, seinen Wohnsitz nach Rom zu verlegen und sich ständig an der Kurie aufzuhalten. Am 19. Oktober 1439 schiffte sich die byzantinische Delegation in Venedig zur Heimreise ein, die mehr als drei Monate in Anspruch nahm. In Konstantinopel fanden die Heimgekehrten eine sehr schlechte Stimmung vor; die Verhandlungsergebnisse wurden von der Bevölkerung mit Entrüstung aufgenommen. Bald stellte sich heraus, dass die Umsetzung der Beschlüsse von Florenz weit schwieriger war als gedacht. Die Union stieß im Volk und im orthodoxen Klerus auf so massiven Widerstand, dass sie faktisch weitgehend wirkungslos blieb.

### Erhebung zum Kardinal und Emigration nach Italien (1439/40)
Nach seiner Heimkehr erfuhr Bessarion, dass der Papst ihn im Konsistorium am 18. Dezember 1439 zum Kardinal erhoben hatte. Die Berufung eines Griechen in das Kardinalskollegium sollte die Union stärken. Damit war die Entscheidung über den weiteren Lebensweg des byzantinischen Metropoliten gefallen, er übersiedelte endgültig nach Italien. Seine unionsfeindlichen Gegner in der Heimat legten ihm die Annahme der Ernennung als Verrat aus.

### Kirchen- und allgemeinpolitische Tätigkeit als Kardinal (1440–1472)

#### Karriere, Pfründen und Einkünfte

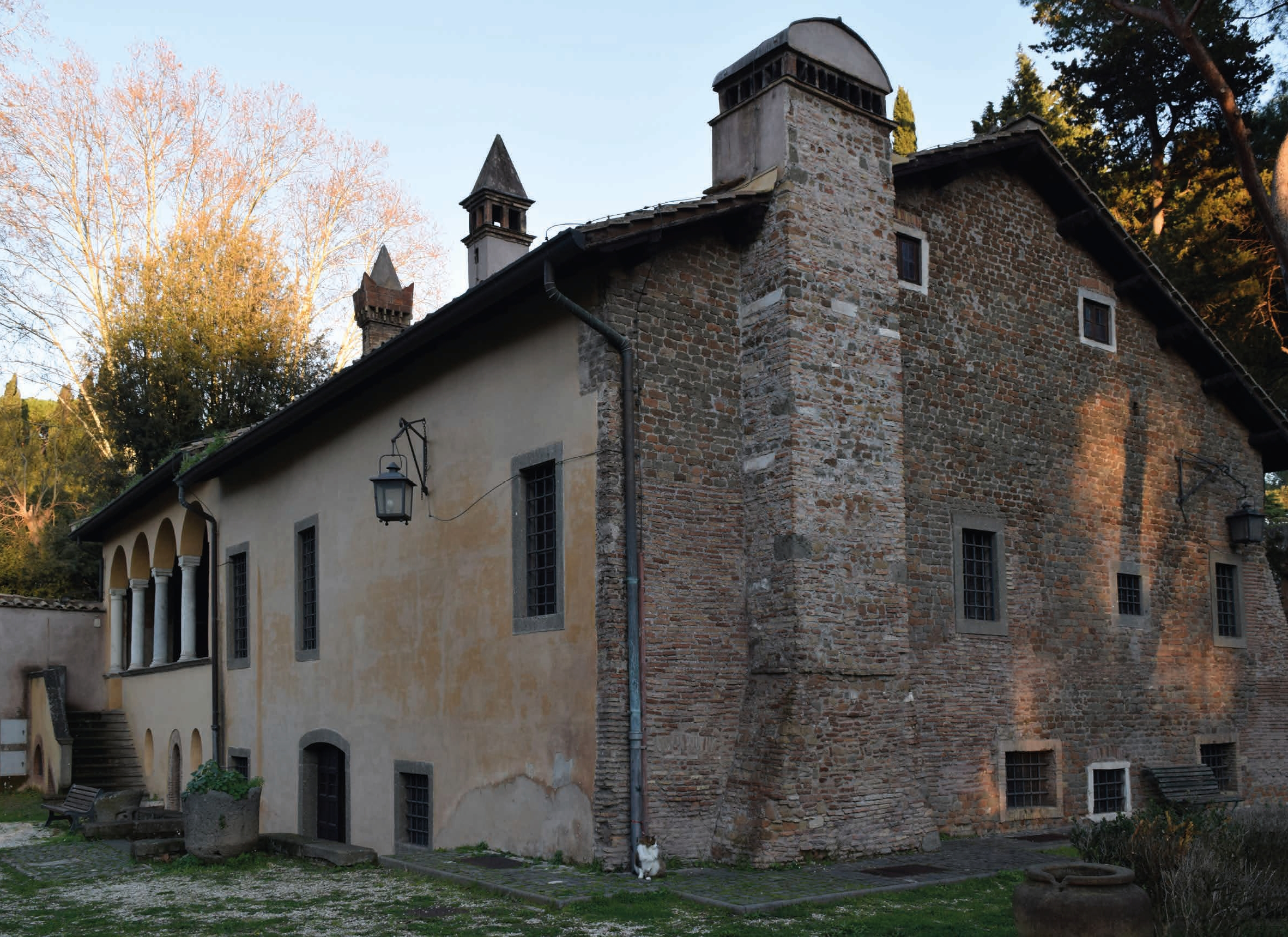
Bessarions mutmaßliche römische Sommerresidenz, die Casina del Cardinale Bessarione

Anfangs gehörte Bessarion zur Klasse der Kardinalpriester, das heißt zu den Kardinälen, denen in Rom eine Titelkirche zugeteilt wurde. Die seinige war Santi XII Apostoli, die Zwölfapostelkirche. In den ersten Jahren waren seine Einkünfte für einen Kardinal bescheiden, wenngleich er zusätzlich mit kleineren Pfründen ausgestattet wurde. Dies änderte sich, nachdem im März 1447 Nikolaus V., ein eifriger Förderer des Humanismus, den päpstlichen Thron bestiegen hatte. Nun erhielt der griechische Kardinal zwecks Erhöhung seines Einkommens am 5. Mai 1447 das süditalienische Erzbistum Manfredonia (Siponto), das er zwei Jahre behielt, und Ende März 1449 bekam er das Bistum Mazara auf Sizilien. Am 5. März 1449 erhob ihn der Papst in den Rang eines Kardinalbischofs. Zunächst wies er ihm das Kardinalbistum Sabina zu; schon bald darauf, am 23. April, beförderte er ihn zum Kardinalbischof von Tusculum. In dieser Funktion hatte Bessarion eine Sommerresidenz außerhalb der Stadt in der Nähe der Kirche San Cesareo. Dabei soll es sich um eine Villa an der Via di Porta S. Sebastiano handeln, die noch heute zu besichtigen ist; die Zuschreibung des erhaltenen Gebäudes an Bessarion ist allerdings nicht quellenmäßig gesichert. Nach dem Tod Nikolaus’ V. 1455 war das Ansehen des Griechen an der Kurie so groß, dass ein Teil der Kardinäle im Konklave erwog, ihn zum Papst zu wählen, obwohl er selbst sich nicht darum bemühte. Nur das Eingreifen des französischen Kardinals  Alain de Coëtivy, der angeblich gegen die Wahl eines Griechen polemisierte, soll dies verhindert haben. Im Jahr 1458 gab Bessarion das Bistum Mazara auf und erhielt dafür zu seiner Versorgung das spanische Bistum Pamplona, das er bis 1462 behielt. Hinzu kam am 1. April 1463 das Bistum Chalkis auf der griechischen Insel Euböa (italienisch Negroponte), die damals noch von Venedig beherrscht wurde. Überdies wurde Bessarion im Frühjahr 1463 von Papst Pius II. zum Patriarchen von Konstantinopel im Exil ernannt. Die Würde eines solchen „Titularpatriarchen“ war nur nominell; im seit 1453 türkisch besetzten Konstantinopel amtierte ein orthodoxer, unionsfeindlicher Patriarch. Mit dem Untergang des Byzantinischen Reichs war die Kirchenunion endgültig gescheitert. Immerhin unterstanden dem Titularpatriarchen die Anhänger der Union auf den griechischen Inseln, die sich im Besitz Venedigs befanden, insbesondere auf Kreta, wo er über Güter verfügte, deren Einkünfte ihm zuflossen. Im Oktober 1468 gab Bessarion das Kardinalbistum Tusculum auf und wurde wiederum Kardinalbischof von Sabina.

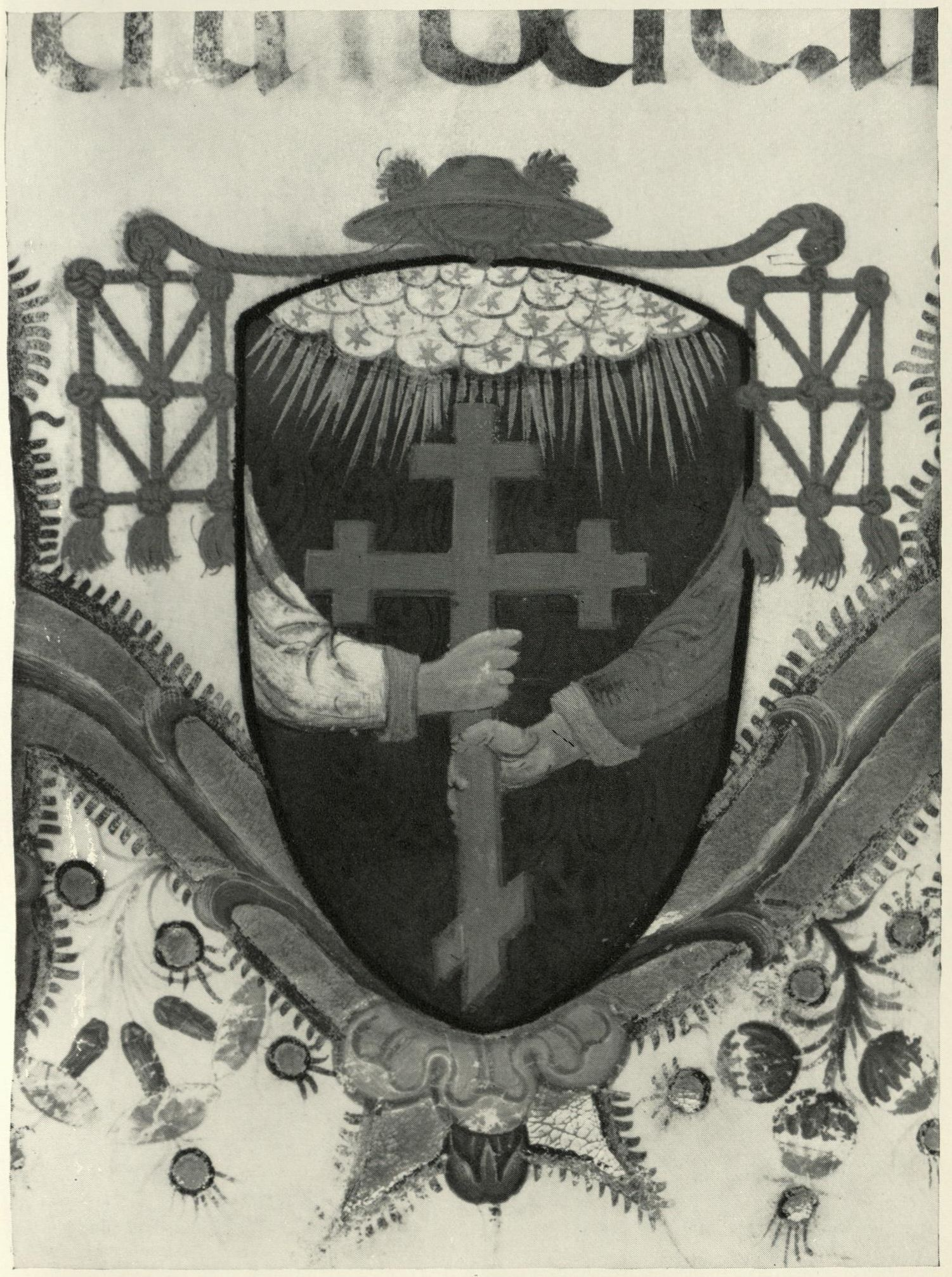
Das Wappen Bessarions. Die beiden Arme, die das Kreuz halten, symbolisieren die westliche und die östliche Kirche. Handschrift Cesena, Biblioteca Malatestiana, Ms. Bessarione cor. 2, fol. 1r

Die jährlichen Einkünfte Bessarions aus den Pfründen, mit denen er im Lauf der Zeit ausgestattet wurde, wuchsen von rund 300 Florin zu Beginn der 1440er Jahre auf rund 4500 Florin Mitte der 1450er Jahre und erreichten 1458 etwa 19.000 Florin. Später sanken sie auf ca. 10.000 Florin. Damit war er für damalige Verhältnisse kein besonders wohlhabender Kardinal, sondern anfangs arm, später im Mittelfeld (4000 bis 10.000 Florin) und zeitweilig etwas darüber. Reiche Kardinäle nahmen jährlich 30.000 bis 50.000 Florin ein.

#### Aktivitäten unter Eugen IV., Nikolaus V. und Calixt III. (1440–1458)
Die ersten Aufgaben, die Bessarion als Kardinal in Italien übernahm, betrafen wiederum die Unionspolitik. Im Dezember 1440 war er wieder in Florenz. Dort tagte weiterhin das Konzil, das sich nun um die Union mit kleineren orientalischen Kirchen bemühte. Erst als die Kirchenversammlung im September 1443 in den Lateran verlegt wurde, bezog der griechische Kardinal einen Wohnsitz in Rom. Ab der Zeit des Unionsbeschlusses wandte er sich mit einer Reihe von Schriften an seine Landsleute, um sie von der Berechtigung der Kirchenunion zu überzeugen und der Publizistik der Gegenseite entgegenzuwirken. Da Kaiser Johannes VIII. außerstande war, die Verwirklichung der Union gegen den Widerstand im Klerus und im Volk durchzusetzen, richtete Bessarion seine Hoffnung auf den Despoten Konstantin von Morea, der später als Konstantin XI. der letzte byzantinische Kaiser wurde. Der Kardinal glaubte, die Halbinsel Morea lasse sich zu einem Bollwerk gegen die Türken ausbauen, und erteilte dem Despoten entsprechende Ratschläge. Er stand mit Konstantin in dauerndem Briefwechsel.

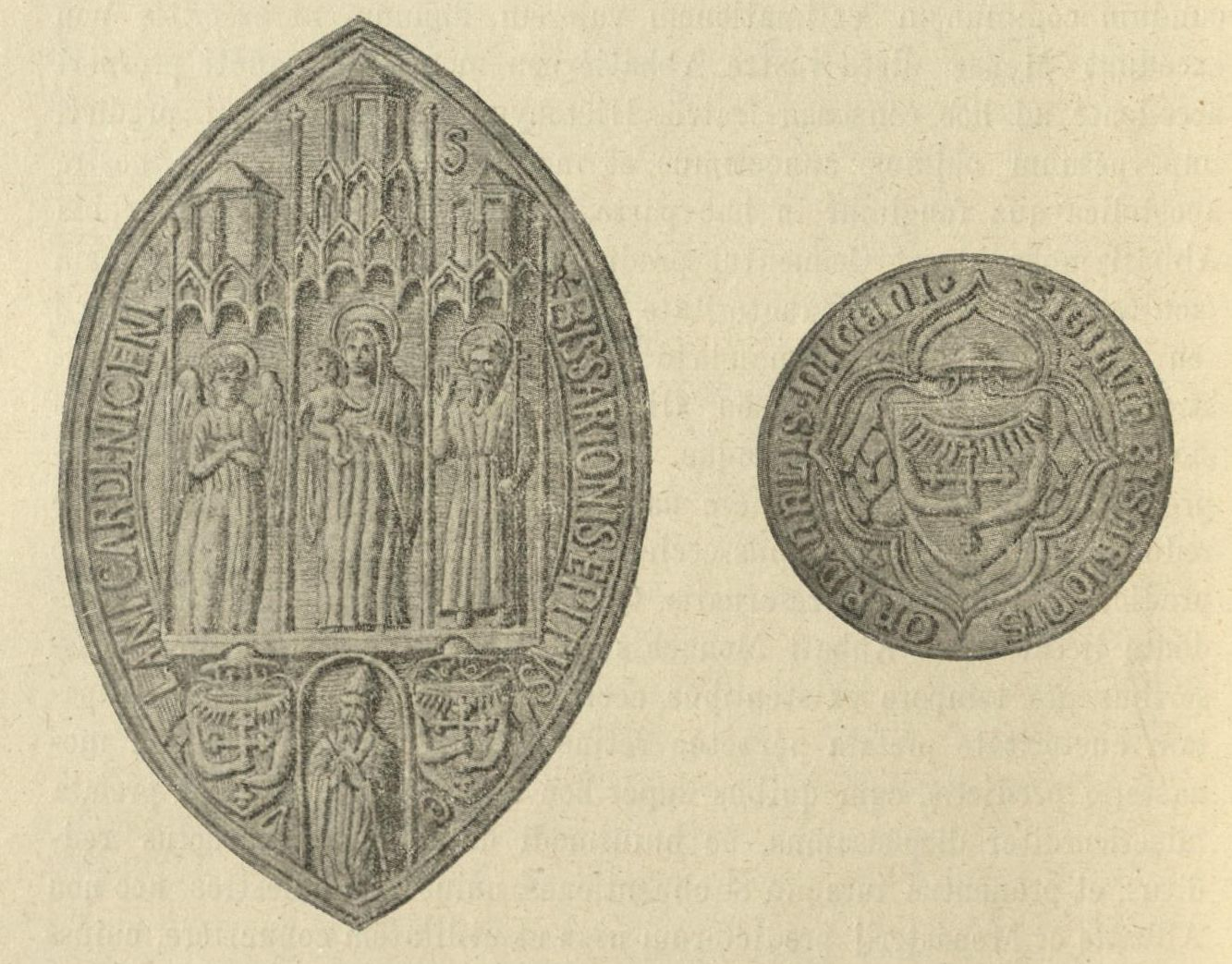
Bessarions Siegel in der Zeit seiner Legation in Bologna. Auf dem großen Siegel unter einem Baldachin in der Mitte die Gottesmutter, links ein Engel, rechts Johannes der Täufer; auf dem kleinen Siegel Bessarions Wappen. Archivio di Stato di Reggio Emilia, Reggio nell’Emilia

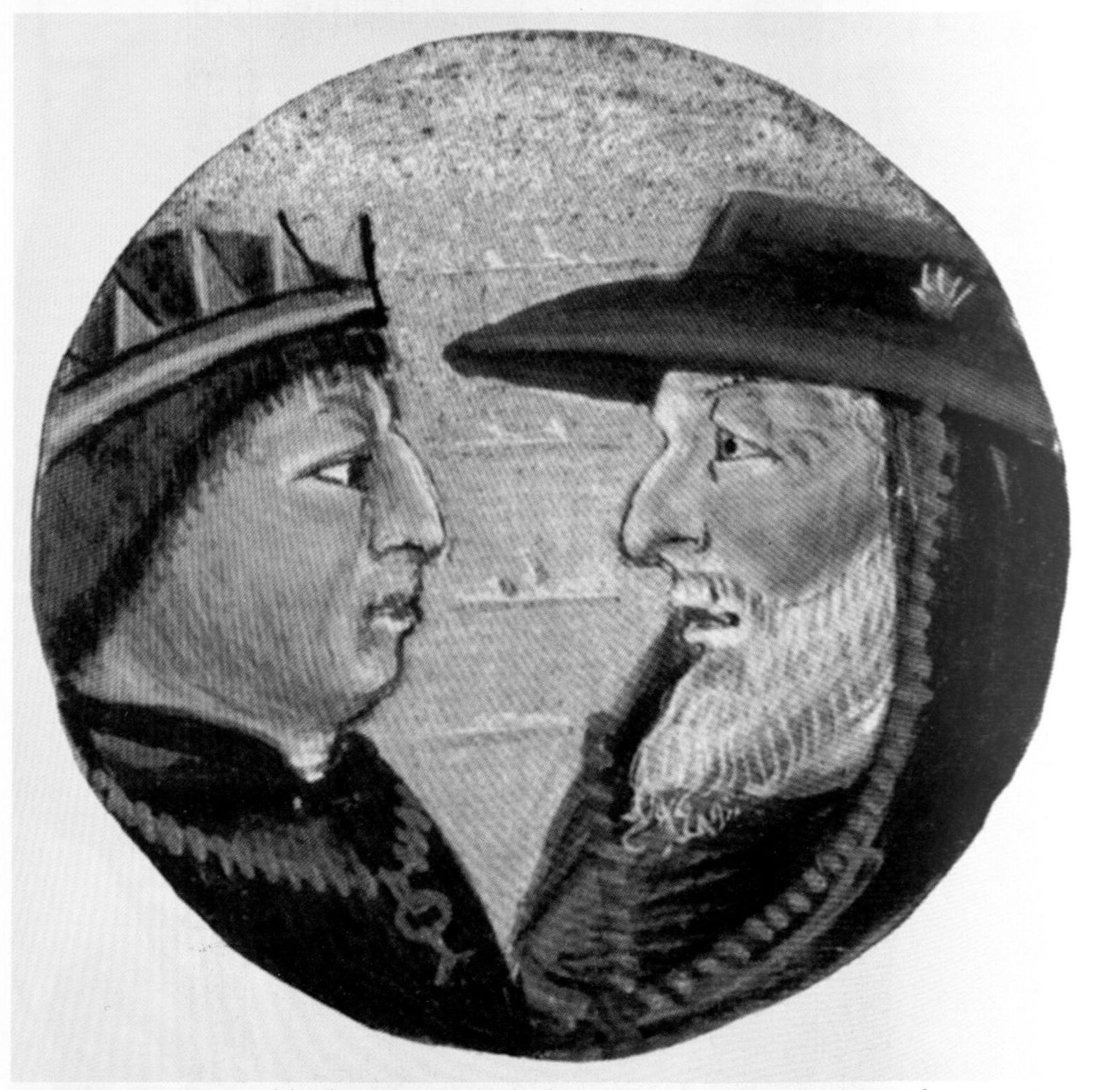
Bessarion (rechts) mit König Alfons V. Buchmalerei von Gioacchino di Giovanni (de Gigantibus) im Codex Paris, Bibliothèque Nationale, Lat. 12946, fol. 29r

Seinen ersten bedeutenden politischen Auftrag erhielt Bessarion, als ihn Papst Nikolaus V. zum Legaten für Bologna, die Romagna und die Mark Ancona ernannte und nach Bologna schickte. Dort nahm der Legat im März 1450 seinen Wohnsitz. Als Vertreter des Papstes war er bevollmächtigt, für diesen zu sprechen und zu handeln. Seine Hauptaufgabe war die Beendigung der politischen Wirren an seinem neuen Wirkensort. Die Stadt Bologna hatte sich vom Kirchenstaat, zu dem sie formal gehörte, faktisch abgelöst und als eigenständige Republik etabliert, in der wilde Machtkämpfe rivalisierender Geschlechter tobten. Um diesem Zustand ein Ende zu setzen, entsandte der Papst nach seinen Worten Bessarion „wie einen Friedensengel“. Dafür war der Legat als Grieche besonders geeignet, da er in den Parteifehden der Italiener als neutrale Instanz gelten konnte. Es gelang ihm, in Bologna durch eine geschickt ausgleichende Politik den inneren Frieden zu wahren und die päpstliche Autorität zu festigen. Die Stadt verlor ihre außenpolitische Handlungsfreiheit, behielt aber im Inneren zum Teil ihre Autonomie. Fünf Jahre verbrachte Bessarion in Bologna. Er stand in gutem Einvernehmen mit der städtischen Verwaltung, mit der er gemeinsam regierte, förderte die Wirtschaft und kümmerte sich um die Verschönerung mehrerer Kirchen. Wegen der tödlichen Erkrankung Nikolaus’ V. kehrte Bessarion 1455 nach Rom zurück. In Bologna wurde sein Weggang bedauert, er blieb dort populär und galt bei den Bolognesen weiterhin als ihr Fürsprecher.
Eine markante Zäsur in Bessarions Leben bildete die türkische Eroberung Konstantinopels im Mai 1453. Der Untergang des Byzantinischen Reichs erschütterte die westliche Welt. Nikolaus V. und seine Nachfolger Calixt III. (1455–1458) und Pius II. (1458–1464) planten die Rückeroberung und machten die Vorbereitung eines Kreuzzugs zum Hauptinhalt ihrer außenpolitischen Aktivitäten. Für Bessarion wurde dieses Ziel zum vorrangigen politischen Anliegen, dem er sich in seiner restlichen Lebenszeit unermüdlich widmete. Dabei kam der Republik Venedig eine Schlüsselrolle zu. Im Juli 1453 schrieb der griechische Kardinal dem Dogen Francesco Foscari, der Sultan werde den Balkan einnehmen und dann Italien angreifen, wenn die westliche Christenheit ihm nicht sofort mit geeinten Kräften entgegentrete, und der Republik drohe der Verlust ihrer Territorien in Griechenland. Diese Warnung blieb jedoch wirkungslos; Venedig schloss mit Sultan Mehmed II. Frieden, um seinen Seehandel zu schützen, und akzeptierte dabei die Bedingung, keine militärischen Unternehmungen gegen das osmanische Reich zu unterstützen.
Bei den Kreuzzugsbemühungen unter Papst Calixt zählte Bessarion zu den treibenden Kräften an der Kurie. Er reiste nach Neapel, um König Alfons V. von Aragón (Alfons I. von Neapel und Sizilien) zur Mitwirkung zu bewegen. Der humanistisch gesinnte König empfing den Griechen ehrenvoll und verpflichtete sich zur Teilnahme am Kreuzzug, unternahm dann aber nichts.

#### Zusammenwirken mit Pius II. (1458–1464)
Nach Calixts Tod bestieg der angesehene Humanist Enea Silvio de’ Piccolomini als Pius II. den päpstlichen Thron. Bessarion hatte zwar bei der Papstwahl für den französischen Gegenkandidaten Guillaume d’Estouteville gestimmt und seine Entscheidung mit Piccolominis schlechtem Gesundheitszustand begründet, wurde dann aber zu einem der wichtigsten Ratgeber und Gehilfen Pius’ II. Gemeinsam trieben sie das Kreuzzugsprojekt voran. Eifrige Helfer, die sich für das große Vorhaben einsetzten, waren vor allem die Franziskaner. Zu ihnen hatte Bessarion ein enges Verhältnis. Am 10. September 1458 übernahm er die Funktion des Kardinalprotektors des Franziskanerordens, dessen Interessenvertreter im Kardinalskollegium er damit wurde.
Auf Bessarions Rat oder zumindest von ihm bestärkt lud der Papst die christlichen Fürsten und Stadtrepubliken zu einem Kongress nach Mantua ein, wo im Frühjahr 1459 ein gemeinsames Vorgehen gegen die Türken beschlossen werden sollte. Doch als Pius im Mai mit seinem Hof am Tagungsort eintraf, erlebte er eine schwere Enttäuschung: Kein Herrscher nahm persönlich teil, und die Gesandtschaften, die in erster Linie für die Wahrung der Interessen ihrer Staaten zu sorgen hatten, trafen erst im Lauf der folgenden Monate ein. Auf der Eröffnungssitzung, die erst im September stattfand, hielt Bessarion eine kämpferische Rede, in der er die Gräueltaten bei der Eroberung Konstantinopels schilderte und auf die akute Bedrohung Europas durch den andauernden türkischen Vormarsch hinwies. Der Kongress in Mantua, der bis Januar 1460 tagte, endete jedoch mit einem Fehlschlag. Außer Absichtserklärungen von zweifelhaftem Wert kam wenig zustande. Das einzige konkrete Ergebnis von Bessarions Drängen war die Finanzierung und Aufstellung einer mailändischen und päpstlichen Streitmacht von 300 Mann. Diese Truppe fuhr nach Griechenland und nahm in einem Handstreich die Stadt Patras ein, richtete dann aber nichts mehr aus, sondern beschränkte sich auf Plünderungen.
Immerhin versprach die Gesandtschaft Kaiser Friedrichs III. in Mantua, ein schlagkräftiges Heer von 10.000 Reitern und 32.000 Infanteristen aufzustellen, sofern der deutsche Klerus die Finanzierung des Unternehmens durch einen Zehnten übernehmen würde. Hierfür waren Reichstagsbeschlüsse erforderlich. Um den einander misstrauenden deutschen Fürsten die Teilnahme am Feldzug zu ermöglichen, planten die Verhandlungsführer eine dreijährige Friedenspflicht im Reich durchzusetzen. Den Vorsitz bei zwei Reichstagen in Nürnberg und in Wien sollte ein päpstlicher Legat übernehmen. Mit dieser Aufgabe betraute Pius seinen eifrigen Mitstreiter Bessarion. Er beauftragte ihn, den Frieden unter den Fürsten zu vermitteln und die Bewilligung des Zehnten zu erwirken. Der Legat sollte auch das Heer sammeln und dessen Befehlshaber bestimmen.
Anfang Februar 1460 trat der gealterte und kränkliche Kardinal, der von einem Steinleiden geplagt wurde, von Venedig aus die mühsame winterliche Reise über den Brenner an. Im Nürnberger Rathaus eröffnete er am 2. März den Reichstag, zu dem sich nur relativ wenige Teilnehmer eingefunden hatten, mit einer leidenschaftlichen lateinischen Rede in humanistischem Stil. Er verkündete die Nachricht, dass die türkischen Truppen nach Ungarn vorstießen, und legte die Dringlichkeit der Abwehr dar. Ein Haupthindernis waren jedoch die Streitigkeiten unter den Fürsten, die auf eine größere militärische Auseinandersetzung im Reich hinauszulaufen drohten. Unter diesen Umständen war eine Beschlussfassung zum Türkenkrieg unmöglich. Unverrichteter Dinge reiste der Legat nach Worms weiter. Dorthin hatte Friedrich III. eine Tagung einberufen, auf der die Mainzer Stiftsfehde zwischen dem Mainzer Kurfürsten Diether von Isenburg und dem Pfalzgrafen Friedrich I. beigelegt werden sollte.
Erst am 29. März 1460 traf Bessarion in Worms ein, wo die Tagung bereits begonnen hatte. Wiederum wurde nichts erreicht, vielmehr brach der befürchtete Fürstenkrieg aus. Ein weiteres Problem bildete die Weigerung Diethers, der Kurie die 25.500 rheinischen Gulden zu zahlen, die er ihr für die Bestätigung seiner Wahl zum Erzbischof von Mainz und für die Verleihung des Palliums schuldete. Als Legat war Bessarion mit der heiklen Aufgabe betraut, diesen Konflikt im Sinne des Papstes zu lösen. Er wagte jedoch kein entschlossenes Vorgehen gegen den mächtigen Mainzer Kurfürsten. Statt einen Urteilsspruch zu fällen, begnügte sich der Legat damit, eine Untersuchung anzuordnen.

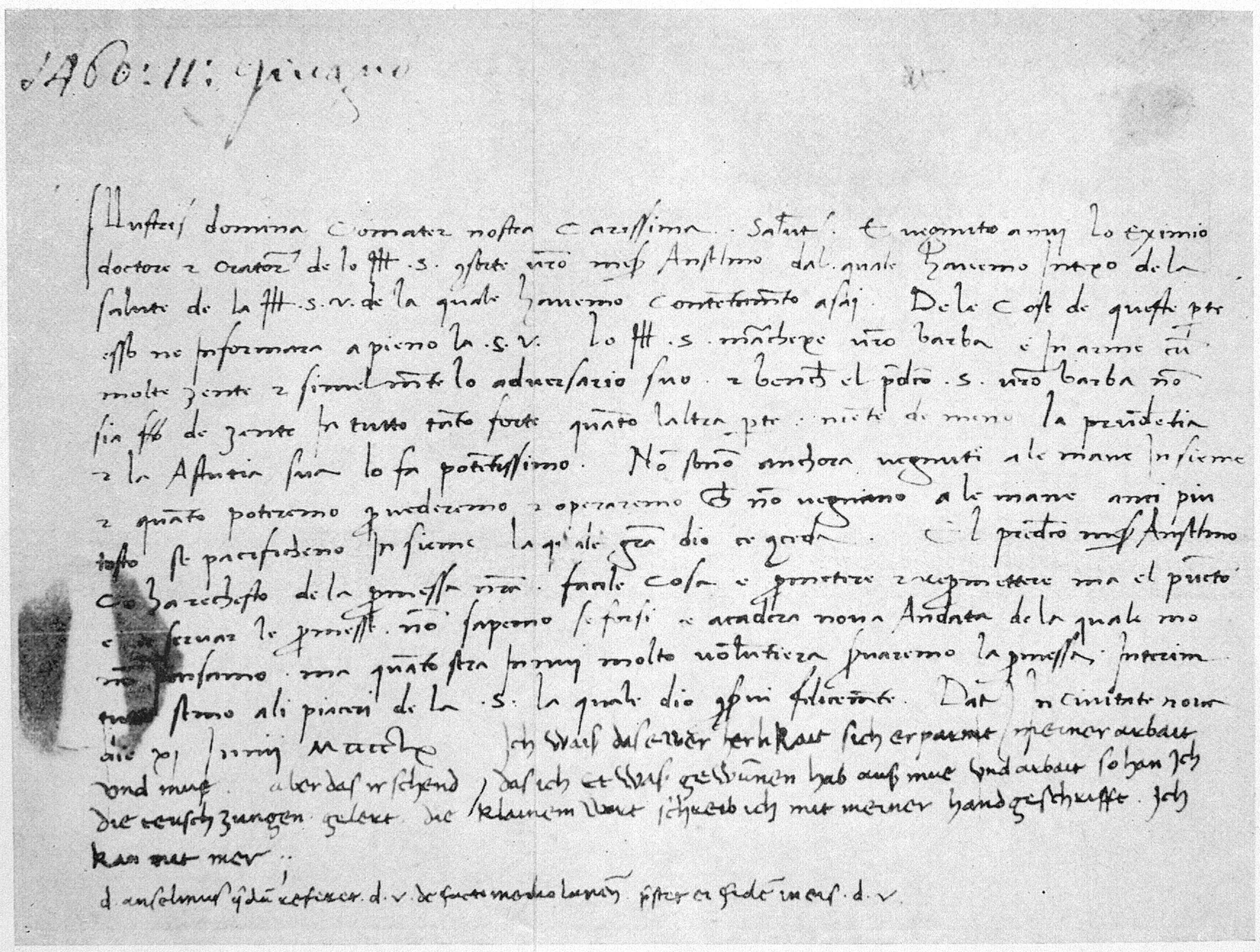
Brief Bessarions vom 11. Juni 1460 aus Wiener Neustadt an die Markgräfin von Mantua, Barbara von Brandenburg. In einem deutschen Nachtrag zu dem italienischen Brief teilt Bessarion mit, dass er sich auf der Legationsreise Deutschkenntnisse angeeignet hat. Mantua, Archivio di Stato, Archivio Gonzaga B 439 Nr. 85

Nach dem eklatanten Misserfolg in Deutschland ging Bessarion nach Wien, wo Friedrich III. residierte. Dort traf er am 4. Mai 1460 ein. Der Kaiser bereitete dem Legaten einen glänzenden Empfang und vereinbarte mit ihm, dass der Wiener Reichstag zur Beratung über den Türkenkrieg, der gemäß den Beschlüssen von Mantua einzuberufen war, am 11. Mai eröffnet werden sollte. Da aber bis dahin kein einziger Fürst erschien und nur wenige Gesandtschaften eintrafen, musste der Beginn auf den 1. September verschoben werden. Schließlich konnte Bessarion am 17. September die Versammlung eröffnen, zu der immerhin dreizehn auswärtige Fürsten, zehn Erzbischöfe und Bischöfe sowie Gesandte von vierunddreißig Städten erschienen waren. Die Verhandlungen erwiesen sich als sehr schwierig. Unter den Teilnehmern herrschte allgemein eine widerspenstige Stimmung. Die nördlich der Alpen seit langem verbreitete papstkritische Gesinnung, die sich schon am Konzil von Basel geltend gemacht hatte, prägte auch hier das Klima. Viele der Anwesenden misstrauten der Kurie und waren gegenüber Geldforderungen aus Rom abweisend.
Der Reichstag endete mit einem völligen Fehlschlag, man trennte sich im Streit und die Gesandten reisten im Oktober 1460 verärgert ab. Die Gründe des Scheiterns wurden von den beiden antagonistischen Seiten unterschiedlich dargestellt. Im antikurialen Lager war man schon über die Bitterkeit in Bessarions Eröffnungsrede verstimmt. Vor allem wurde ihm verübelt, dass er die Zahlung des Zehnten mit massivem Druck erzwingen wolle. Er selbst bestritt dies und schrieb dem Papst, er habe hinsichtlich des Zehnten nur seinen Auftrag ausgeführt und sei dabei wegen der gereizten Stimmung in der Versammlung vorsichtig vorgegangen. Die Gesandten beschrieb er als hartnäckige und hinterlistige Menschen. Auch an den deutschen Fürsten übte er scharfe Kritik.
Nach dem Ende der Verhandlungen wollte der Legat heimkehren, doch auf Drängen des Papstes blieb er noch längere Zeit in Wien, um weitere Möglichkeiten zu erkunden. Er erreichte aber hinsichtlich seines Hauptanliegens nichts. Ein zusätzlicher Auftrag, den der Papst ihm erteilte, war die Vermittlung im Streit zwischen dem Kaiser und König Matthias Corvinus von Ungarn um die ungarische Krone. In dieser schwierigen Mission erzielte er einen Erfolg; es gelang ihm, eine friedliche Einigung anzubahnen. Auch in der Fehde zwischen Friedrich III. und Erzherzog Albrecht VI., der mit Matthias Corvinus verbündet war, bemühte sich Bessarion um Schlichtung. Erst im September 1461 machte sich der Legat auf den Heimweg. Wegen seiner Krankheit, die ihm stark zusetzte, konnte er nur langsam reisen. Überdies war ihm das Geld ausgegangen; er hatte in Wien einen Kredit von 600 Dukaten für die Rückreisekosten aufgenommen und musste unterwegs einen Freund bitten, ihm Mittel vorzustrecken. In Venedig wurde ihm ein glänzender Empfang bereitet. Am 20. November 1461 traf er in Rom ein.
Nachdem die osmanischen Truppen auch das Despotat Morea und das Kaiserreich Trapezunt erobert hatten und auf dem Balkan weit vorgedrungen waren, trat in der Republik Venedig ein politischer Umschwung ein. Die türkische Expansion erfasste auch venezianisches Gebiet und bedrohte den Handel. Daher setzte sich in der Führungsschicht der Republik die Auffassung durch, dass die bisherige Friedenspolitik gescheitert und der Krieg unvermeidlich sei. Diese Entwicklung erfreute den Papst und die Kardinäle. An der Kurie setzte man große Hoffnungen auf den neuen, ab Mai 1462 amtierenden Dogen Cristoforo Moro, der den Krieg befürwortete. Moro konnte seinerseits auf Finanzierung des militärischen Einsatzes durch die Kirche zählen. Die Bitte der Republik um Besteuerung des Klerus zu diesem Zweck erfüllte der Papst bereitwillig. Zur Organisation der erforderlichen Maßnahmen wurde Bessarion als Legat nach Venedig geschickt, wo er am 22. Juli 1463 eintraf. Dort erfreute er sich schon lange hohen Ansehens; er betrachtete die Stadt als seine Wahlheimat, identifizierte sich mit ihren Interessen und wurde daher von politischen Beobachtern als Venezianer wahrgenommen. Die Republik Venedig hatte ihn im Dezember 1461 in den Großen Rat aufgenommen und die Eintragung seines Namens in das Goldene Buch veranlasst. Damit war er in das Patriziat der Stadt eingetreten. Nun war er beauftragt, die Kriegserklärung der Republik an den Sultan herbeizuführen, die Finanzierung der Rüstung zu sichern und die Planung der Venezianer mit dem päpstlichen Projekt eines allgemeinen Kreuzzugs zu koordinieren. Sein Wohnsitz war in dieser Zeit das Benediktinerkloster San Giorgio auf der Insel San Giorgio Maggiore.
Schon Ende Juli gelang es dem Legaten, die Bedenken gegen das Vorhaben zu zerstreuen und gegen den Widerstand der Friedensbefürworter die Signorie zum Krieg zu bewegen. Zur Finanzierung wurde eine Sondersteuer des Klerus erhoben. Weitere Einnahmensquellen waren der Ablasshandel und der „Dreißigste“, eine kirchliche Steuer, die alle Laien in den italienischen Staaten zu zahlen hatten. Die Einzelheiten der Klerusbesteuerung legte Bessarion fest. Er bestimmte die nach dem Jahreseinkommen abgestufte Höhe der Abgabe. Den nicht Zahlungswilligen wurde die Exkommunikation angedroht. Der Legat hoffte, auf diesem Weg jährlich 150.000 bis 200.000 Dukaten einzunehmen.

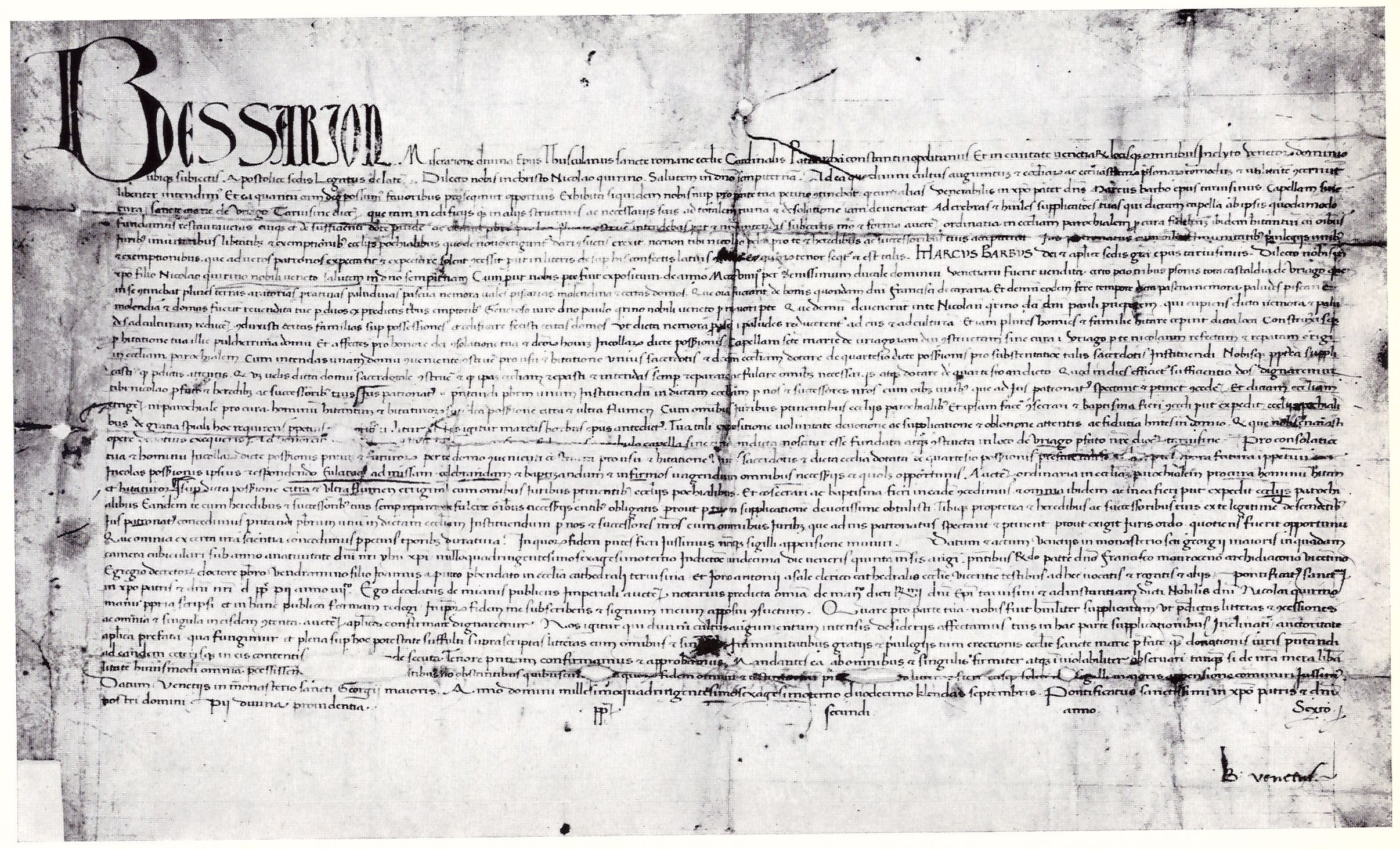
Eine von Bessarion während der Legation in Venedig am 21. August 1463 ausgestellte Urkunde. Venedig, Archivio Storico Patriarcale, cassetta pergamene 1

Während seiner Legationszeit griff Bessarion in die venezianische Innen- und Außenpolitik ein. Im Einvernehmen mit der Regierung sorgte er dafür, dass die 1456 von Papst Calixt III. festgelegten judenfeindlichen Bestimmungen, die das Wirtschaftsleben beeinträchtigten, außer Kraft gesetzt wurden. Den Juden wurde nun ungestörtes Wohnen in der Republik zugesagt, kommerzielle Aktivität gestattet und Rechtssicherheit für ihre Geschäfte gewährt. Dabei ging es auch darum, sie vor den üblichen Angriffen der franziskanischen Kreuzzugsprediger zu schützen. Für den Legaten war das ein heikler Akt, denn beim Geldsammeln war er auf die oft rabiat judenfeindlichen Prediger angewiesen. Zur Begründung seiner Entscheidung wies er unter anderem auf die Nützlichkeit der jüdischen Kreditgeber hin, die ihren Kunden Geld zu niedrigeren Zinsen liehen als christliche Wucherer. Überdies machte er geltend, dass Christen, die Wucherei ausübten, damit ihr Seelenheil gefährdeten; daher sei es sinnvoll, solche Geschäfte den Juden zu überlassen. Zwangsbekehrungen zum Christentum wurden untersagt, Beibehaltung der Synagogen und Friedhöfe wurde zugestanden. Ein außenpolitischer Erfolg des Legaten war der Bündnisvertrag zwischen Venedig und dem Königreich Ungarn, den er im September 1463 zustande brachte.
Unabhängig von dem großen päpstlichen Kreuzzugsunternehmen kämpften venezianische Truppen mit wechselndem Erfolg auf Morea, ohne dauerhafte Eroberungen zu erzielen. Das Kreuzfahrerheer sammelte sich in Ancona, wo auch Bessarion mit einer Galeere, die er auf eigene Kosten hatte bauen lassen, im Sommer 1464 eintraf, schon vor der Ankunft des Dogen mit der venezianischen Flotte. Alle Erfolge des Legaten wurden jedoch zunichtegemacht, als Pius II. im August in Ancona starb. Nach seinem Tod waren die Kardinäle nicht bereit, das Vorhaben weiter zu verfolgen. Damit war der Kreuzzug schon vor seinem Beginn gescheitert. Immerhin erreichte Bessarion, dass die schon von der Kirche bereitgestellten Schiffe und Geldmittel den Venezianern für den Krieg übergeben wurden; das Geld, 40.000 Dukaten, war für die militärischen Bemühungen des ungarischen Königs bestimmt.

#### Problematisches Verhältnis zu Paul II. (1464–1471)
Der nächste Papst, Paul II., ein Neffe Eugens IV., war von völlig anderem Naturell als sein humanisten- und bildungsfreundlicher Vorgänger Pius II. Dem Humanismus stand er verständnislos gegenüber. Schon bald nach seiner Wahl kam es an der Kurie zu einem Konflikt, als sich herausstellte, dass Paul die schriftlichen Mitbestimmungszusagen, die er dem Kardinalskollegium im Konklave gegeben hatte, aber von vornherein nicht einzuhalten gedachte, rückgängig machen wollte. Mit diesem Ansinnen stieß er im Kollegium auf Empörung. Insbesondere Bessarion, der zu den treibenden Kräften der Mitbestimmungsinitiative gehört hatte, weigerte sich nachzugeben. Der Papst besaß jedoch überlegene Machtmittel und setzte sich durch. Den Widerstand des griechischen Kardinals konnte Paul nur brechen, indem er ihm die Exkommunikation androhte. Dieser Machtkampf führte zwischen ihnen zur Entfremdung. Bessarion zog sich für einige Zeit von der Kurie zurück. Er litt an seiner chronischen Krankheit und suchte Linderung in den Bädern von Viterbo.

#### Letzte Bemühungen um den Türkenkrieg (1470–1472)
Inzwischen setzten die Türken ihren Vormarsch auf dem Balkan fort. Sie eroberten 1470 auch die griechische Insel Euböa, die zum östlichen Besitz der Republik Venedig gehörte, und richteten dort ein Massaker an. Diese Entwicklung rief im Abendland großen Schrecken hervor. Nun ergriff Bessarion erneut das Wort. Er entfaltete eine intensive publizistische Tätigkeit, um doch noch einen Kreuzzug in Gang zu bringen. Als im Sommer 1471 nach dem Tod Pauls II. die Papstwahl anstand, galt der griechische Kardinal als aussichtsreicher Kandidat. Vor allem die Republik Venedig setzte sich für ihn ein, denn er hatte sich als namhaftester Wortführer der Kreuzzugsbewegung profiliert. Im Konklave stimmten sechs der achtzehn teilnehmenden Kardinäle für ihn. Am Ende wurde jedoch der Franziskaner Francesco della Rovere gewählt, der sich Sixtus IV. nannte.
Der neue Papst war mit Bessarion befreundet und war von ihm protegiert worden. Er begeisterte sich für den Türkenkrieg. Um das Vorhaben voranzubringen, ernannte er fünf Kardinäle zu Legaten und beauftragte sie, in den wichtigsten Staaten für den Kreuzzug zu werben. Unter ihnen war Bessarion, dem Sixtus die Zuständigkeit für Frankreich, England und das Herzogtum Burgund zuwies. Neben dem Kriegsprojekt sollte der Legat in Frankreich auch innen- und kirchenpolitische Probleme lösen. Zeitweilig wollte Bessarion den Auftrag wegen seines schlechten Gesundheitszustands ablehnen, doch schließlich gab er dem Drängen des Rektors der Pariser Universität, Guillaume Fichet, nach, zumal da auch vom französischen Königshof Ermutigung kam. Am 20. April 1472 verließ der Legat Rom.
Unterwegs besuchte Bessarion in Urbino den dortigen Herrscher, den berühmten Condottiere Federico da Montefeltro, mit dessen Familie ihn seit langem ein freundschaftliches Verhältnis verband. In Bologna, wo er im Mai eintraf, kümmerte er sich um ein bedeutendes politisches Vorhaben: Er hatte sich der nach Italien geflohenen Angehörigen der byzantinischen Kaiserfamilie angenommen, unter denen Zoë (Sophia) Palaiologina war, die Nichte Konstantins XI., des letzten Kaisers. Sie sollte mit dem russischen Großfürsten Iwan III. verheiratet werden. Bessarion, der hinter diesem Plan stand, traf nun Bestimmungen für die Eheschließung. Wahrscheinlich ging das Heiratsprojekt auf eine Initiative des Papstes und des griechischen Kardinals zurück und bezweckte die Einbindung des Großfürsten in eine antitürkische Allianz. Die Vermählung, die mehr im päpstlichen als im russischen Interesse lag, wurde noch im selben Jahr vollzogen.
Während Bessarion noch unterwegs war, brach ein Krieg zwischen dem französischen König Ludwig XI. und Herzog Karl dem Kühnen von Burgund aus. Am Kreuzzug war Ludwig überhaupt nicht interessiert, ihm ging es um kirchliche Unterstützung im Kampf gegen Karl und den mit dem Burgunder verbündeten Herzog der Bretagne, Franz II. Außerdem misstraute er dem päpstlichen Gesandten, denn dieser hatte sich als neutrale Instanz um Vermittlung zu bemühen, was ihn dem Verdacht aussetzte, mit Karl dem Kühnen zu sympathisieren. Diesen Verdacht hatte der mailändische Herzog Galeazzo Maria Sforza am französischen Hof genährt; Sforza war ein Gegner des Burgunders, und überdies bestand eine traditionelle Rivalität zwischen Mailand und Bessarions Wahlheimat Venedig. Der von Sforza gewarnte französische König empfing den Legaten kühl und gewährte ihm nur eine einzige Audienz. Vom Kreuzzug scheint bei der Zusammenkunft gar nicht die Rede gewesen zu sein. Ludwig verlangte die Exkommunikation seiner Gegner, falls sie den Kampf nicht einstellten. Darauf ließ sich Bessarion nicht ein. Ohne hinsichtlich seines Hauptanliegens etwas erreicht zu haben, trat der Legat die Heimreise an. Auf seine geplante Begegnung mit Karl dem Kühnen, der ihn der Parteinahme für die Gegenseite verdächtigte, verzichtete er. So scheiterte sein letzter Versuch, für den Kreuzzug etwas auszurichten.

### Humanismus
Erst in Italien erwarb Bessarion solide Lateinkenntnisse und erlernte die italienische Sprache. Schon bald nach der Emigration konnte er sich wie ein westlicher Humanist fließend lateinisch ausdrücken. Dabei bewährte er sich als guter, aber nicht überragender Stilist. Nach seinem eigenen Urteil war es für einen Griechen kaum möglich, mit derselben Gewandtheit wie die Italiener Latein zu schreiben.
Der Streit um das Filioque bewog Bessarion zu einer textkritischen Untersuchung, die er auf ungewöhnlich gründliche und systematische Weise durchführte. Das Ziel war die Klärung der umstrittenen Frage nach der Meinung des spätantiken Kirchenvaters Basilius von Caesarea, der im Westen wie im Osten als überragende Autorität galt und bei den Orthodoxen höchstes Ansehen genoss. Strittig war die Echtheit einer Stelle in Basilius’ Streitschrift gegen den Arianer Eunomius, deren überlieferter Wortlaut ein eindeutiges Bekenntnis des Kirchenvaters zum römischen Dogma erkennen ließ. Die orthodoxen Theologen verwarfen diese Stelle als Interpolation; sie behaupteten, die fraglichen Worte seien von einem Fälscher nachträglich eingefügt worden. Nach seiner Rückkehr von den Konzilsverhandlungen ließ Bessarion alle in den byzantinischen Klöstern auffindbaren Handschriften ermitteln. Seinen Angaben zufolge stellte sich heraus, dass die strittigen Worte in sämtlichen alten Codices standen, die vor der Kirchenspaltung des 11. Jahrhunderts entstanden waren. In den später angefertigten Abschriften hingegen fehlte die Stelle. Überdies fand Bessarion heraus, dass die aus orthodoxer Sicht anstößigen Worte in zwei alten Handschriften getilgt worden waren; in der einen waren sie radiert, in der anderen mit Tinte übergossen. Damit war für ihn die Authentizität der Textstelle und die spätere vorsätzliche Verfälschung des Wortlauts erwiesen. Zusätzlich verteidigte Bessarion die Echtheit mit einer stilistischen Argumentation.
Schon während der Zeit in Bologna in den 1450er Jahren wurde die Bezeichnung „Akademie“ für eine Gruppe von Intellektuellen um Bessarion verwendet. Später scharte der Kardinal in Rom in seinem Haus einen Kreis von Gelehrten um sich, der gelegentlich als seine „Akademie“ bezeichnet wurde. Darunter waren namhafte Humanisten wie der Historiker und Archäologe Flavio Biondo, die Gräzisten Francesco Filelfo und Theodorus Gaza, der Handschriftenforscher Poggio Bracciolini und der Historiker und päpstliche Bibliothekar Bartolomeo Platina. Manche „Akademiker“ hielten sich allerdings nur zeitweilig in Rom auf. Zu Bessarions Umkreis gehörte auch der streitlustige Philologe Lorenzo Valla, der 1448 nach Rom gekommen war. Valla fand dank der Fürsprache des griechischen Kardinals an der Kurie Anstellung, obwohl er in kirchlichen Kreisen sehr umstritten war und der Häresie verdächtigt wurde. Im Haus des Kardinals verkehrte auch der Aristoteliker Georgios Trapezuntios, der später in einer heftigen Kontroverse um Platon und Aristoteles sein Widersacher wurde. Besonders eng befreundet war Bessarion mit dem Humanisten Giacomo Ammanati, dessen Aufnahme ins Kardinalskollegium er bei Pius II. erwirkte.
Brieflich pflegte Bessarion den Gedankenaustausch mit führenden auswärtigen Intellektuellen. Seine Korrespondenz mit Guillaume Fichet, dem Rektor der Pariser Universität, zeigt das Ansehen, dessen er sich auch im fernen Ausland erfreute. Unter seinen Briefpartnern waren so gegensätzliche Persönlichkeiten wie der spirituell orientierte Philosoph Marsilio Ficino und der Dichter Antonio Beccadelli, der mit obszönen Epigrammen Aufsehen erregte. Die Unbefangenheit seines Umgangs mit aus kirchlicher Sicht höchst suspekten Personen war für einen Kardinal ungewöhnlich. Vorurteilslos verkehrte er mit dem als schamlos verrufenen Erotiker Beccadelli, dem Papsttumskritiker Valla und dem antichristlichen Plethon. Nicht einmal Plethons scharfe Polemik gegen die römische Kirche und die Kirchenunion dämpfte Bessarions Begeisterung für seinen alten Philosophielehrer, dessen Söhnen er nach dem Tod ihres Vaters Unterhaltszahlungen zukommen ließ. Auch im Humanistenstreit um den Vorrang der platonischen oder der aristotelischen Philosophie, in dem er den Platonismus nachdrücklich verteidigte, zeigte sich seine Unvoreingenommenheit; er äußerte Wertschätzung für das Denken des Aristoteles, der „unser Lehrer in jeder Wissenschaft“ sei, und kritisierte antiaristotelische Polemik, die ihm unangemessen schien. Wie die spätantiken Neuplatoniker folgte er einem harmonisierenden Ansatz.
Während seiner mehrjährigen Legation in Bologna legte Bessarion besonderes Gewicht auf die Förderung der dortigen traditionsreichen Universität. Er erneuerte ihre Statuten, berief fähige Professoren und kümmerte sich um deren Besoldung, unterstützte arme Studenten und traf bauliche Maßnahmen. Allerdings gelang es ihm nicht, eine Senkung der außergewöhnlich hohen Prüfungsgebühren durchzusetzen. Unter den Gelehrten, die er nach Bologna holte, war der junge Humanist Niccolò Perotti, der zunächst die Aufgabe übernahm, an der Universität Poetik und Rhetorik zu lehren, und 1453 Bessarions Sekretär und Vertrauter wurde. Außerdem sorgte der Legat für die künstlerische Gestaltung kirchlicher Räume, er gab bei Galasso Galassi Fresken in Auftrag. Ferner soll er in Bologna die erste öffentliche Uhr installiert haben.
Mit dem für klassische Bildung begeisterten Papst Nikolaus V. pflegte Bessarion den geistigen Austausch. Er unterstützte ihn beim Ausbau der päpstlichen Bibliothek, indem er griechische Handschriften aus Trapezunt beschaffte. Auf seine Anregung entschloss sich Nikolaus zur Förderung des großen Projekts einer lateinischen Gesamtübersetzung der Schriften des Aristoteles. Bessarion hatte diese Aufgabe bereits in Angriff genommen; auf seinen Vorschlag betraute der Papst den byzantinischen Humanisten Theodorus Gaza mit der Fortsetzung der Arbeit.
Bei seinem Aufenthalt in Wien suchte Bessarion den Kontakt zu den dort lehrenden Professoren. Vor allem begann er eine fruchtbare Zusammenarbeit mit den bedeutenden Astronomen Georg von Peuerbach und Johannes Müller (Regiomontanus). Auf Anregung des Kardinals übernahm zunächst Peuerbach die Aufgabe, eine bearbeitete lateinische Fassung des als Almagest bekannten großen astronomischen Handbuchs des antiken Gelehrten Klaudios Ptolemaios zu erstellen. Als die Wiener Legation endete, war Peuerbach nicht mehr am Leben, doch Regiomontanus folgte Bessarions Einladung, ihn nach Rom zu begleiten, und brachte dort die Arbeit zum Abschluss.
Ein weiteres Anliegen Bessarions war die Betreuung und Förderung der byzantinischen Gelehrten und Schriftsteller, die infolge der türkischen Eroberung ihrer Heimat emigrierten. Zu den Flüchtlingen, die er bei der Begründung einer neuen Existenz im Exil unterstützte, zählten Theodorus Gaza und Konstantin Laskaris. Mit Gaza war er eng befreundet. Außerdem sorgte er für den Freikauf byzantinischer Gefangener des Sultans.

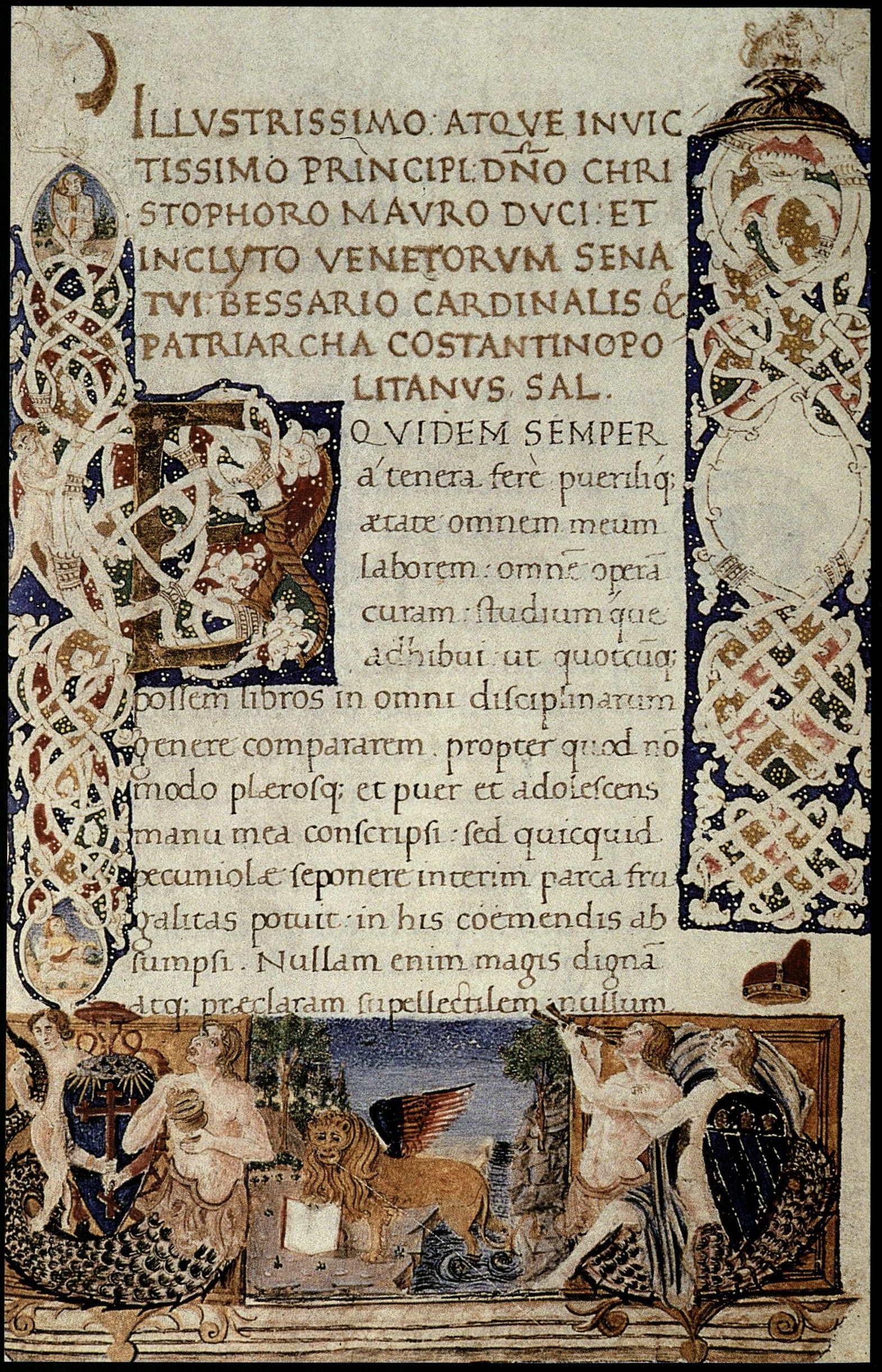
Der Brief vom 31. Mai 1468, mit dem Bessarion dem Dogen Cristoforo Moro und dem Senat von Venedig die Schenkung seiner Bibliothek ankündigt, in der Handschrift Venedig, Biblioteca Nazionale Marciana, Lat. XIV, 14 (= 4235), fol. 1r

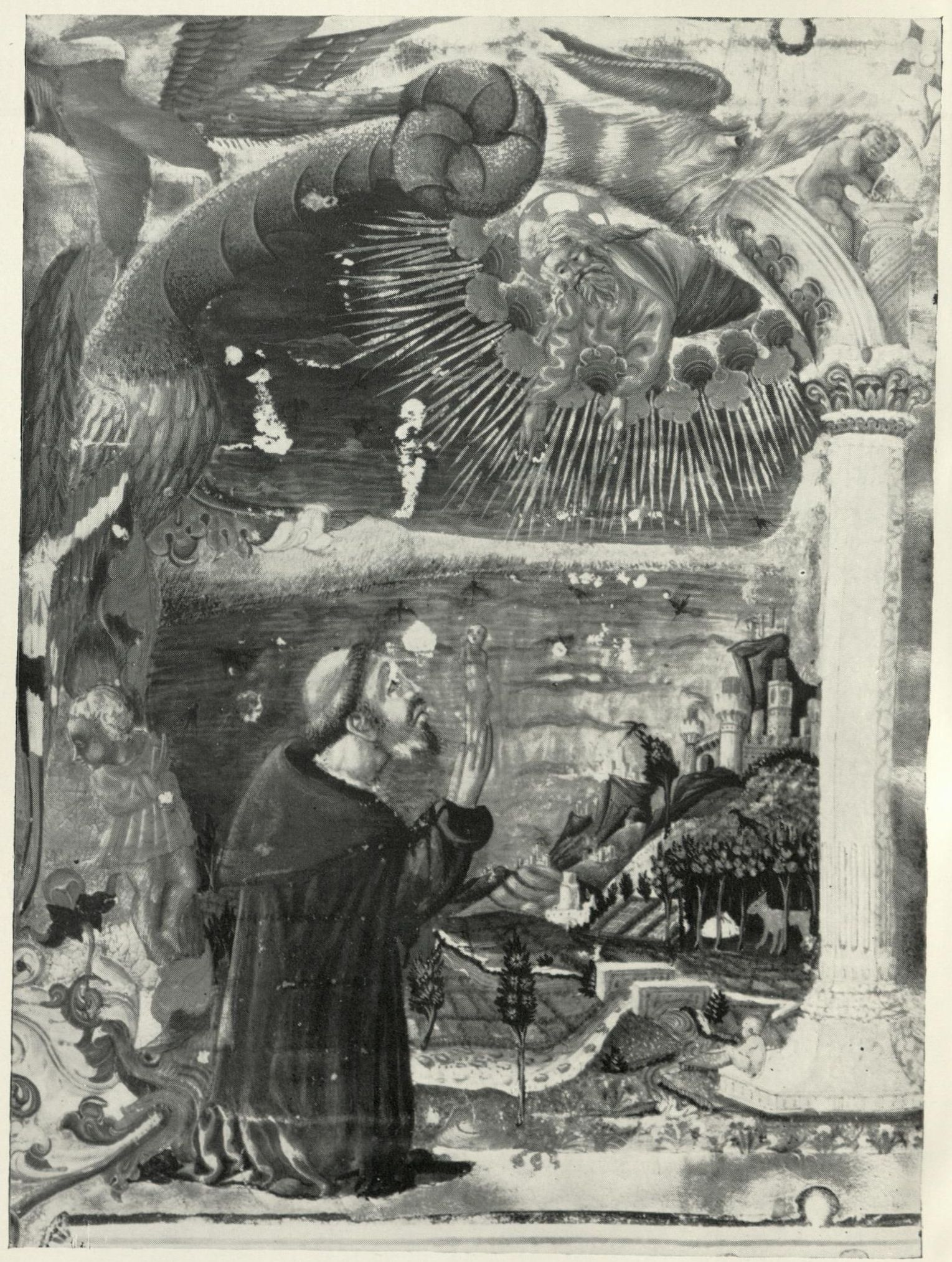
Der kniende Bessarion bietet Gott seine Seele dar, die als kleines nacktes Kind dargestellt ist. Buchmalerei in einem Choralbuch des Kardinals, Cesena, Biblioteca Malatestiana, Ms. Bessarione cor. 2, fol. 1r

Als Paul II. gegen den Gelehrtenkreis des Altertumswissenschaftlers Julius Pomponius Laetus vorging und einige Humanisten aus dieser Gemeinschaft, die er der Verschwörung und Häresie verdächtigte, verhaften ließ, setzte sich Bessarion für die Festgenommenen ein. Eine prominente Gestalt unter den eingekerkerten Gelehrten, Bartolomeo Platina, gehörte zu Bessarions Umfeld, und auch Julius Pomponius Laetus hatte im Haus des Griechen verkehrt. Nach einiger Zeit gelang es den humanistisch gesinnten Kardinälen, den Häftlingen Erleichterungen zu verschaffen, und schließlich erreichten sie die Freilassung der in Wirklichkeit harmlosen Altertumsfreunde.
Von herausragender Bedeutung für die Rezeption griechischer Literatur im Abendland war Bessarions Bibliothek. Den Anstoß zum Büchersammeln gab dem Kardinal die Eroberung Konstantinopels. Sie bewog ihn zu dem Projekt, das geistige Erbe des Griechentums, das bisher in der Hauptstadt des Byzantinischen Reichs bewahrt worden war, zu retten und an einem sicheren Ort den Gebildeten zugänglich zu machen. Zu diesem Zweck kaufte er in der griechischsprachigen Welt systematisch Handschriften. Was er nicht käuflich erwerben konnte, ließ er abschreiben. Mit Vorliebe stellte er die gesammelten Werke eines Autors in einem luxuriösen Prachtband zusammen. So schuf er in seiner Privatbibliothek die größte Sammlung griechischer Bücher im Westen. Manche davon waren selten oder überhaupt nur durch sein Exemplar bekannt. Dutzende von Codices schrieb er ganz oder großenteils selbst, viele versah er mit eigenhändigen Anmerkungen und Textverbesserungen. Fachliteratur dominierte gegenüber der unterrepräsentierten Belletristik. Einen Sammelschwerpunkt bildeten mathematische und astronomische Werke. Unter den lateinischen Büchern war scholastische Literatur stark vertreten. Im Jahr 1468 schenkte er die Bibliothek der Kirche San Marco und damit der Republik Venedig, die San Marco verwaltete. Zu diesem Zeitpunkt umfasste sie laut seinem Katalog 746 Handschriften, darunter 482 griechische. Später kamen noch Hunderte von Büchern hinzu; insgesamt bestand die Schenkung aus mehr als 1100 Handschriften und Inkunabeln. Der Mäzen machte zur Bedingung, dass die Sammlung der Öffentlichkeit zugänglich sein musste und dass kein Buch veräußert oder zeitweilig aus Venedig weggebracht werden durfte. Ausleihe innerhalb der Stadt gegen Pfand sollte möglich sein. Die Schenkung bildete den Grundstock der später berühmten Biblioteca Marciana. Manche Codices aus diesem Bestand sind für die Textüberlieferung der antiken griechischen Literatur von großer Bedeutung. Der Verleger Aldo Manuzio verwendete einige der Handschriften aus der Schenkung Bessarions für seine Klassikerausgaben.
Ein wichtiges Betätigungsfeld Bessarions war die Textkritik, die philologische Untersuchung der überlieferten Fassungen eines Textes. Auf diesem Gebiet verfügte er über beträchtliche Kompetenz. Die verfügbaren Handschriften eines Werks wurden kopiert, die Abschriften dann kollationiert und korrigiert. Danach wurde eine Reinschrift erstellt und nötigenfalls erneut korrigiert. So entstand eine optimierte Version, die dann mit dem Vermerk „korrigierte Handschrift“ (codex correctus) oder „bestes Buch“ (lateinisch liber optimus, griechisch biblíon áriston) versehen wurde.
Bessarion ließ eine Reihe luxuriöser liturgischer Codices anfertigen. Darunter waren Choralbücher, die nach seinem Willen in den Besitz des Franziskanerkonvents in Cesena gelangten. Sie zählen zu den bedeutendsten Produkten der norditalienischen Buchkunst um die Mitte des 15. Jahrhunderts. Nach der Aufhebung des Klosters im 19. Jahrhundert kamen sieben Choralbücher in die Biblioteca Malatestiana. Eine weitere Kostbarkeit ist Bessarions Staurothek, ein prachtvolles byzantinisches Reliquiar, das er der Bruderschaft von Santa Maria della Carità in Venedig schenkte. Dieses Kultobjekt befindet sich heute in den Gallerie dell’Accademia. Es ist in neuerer Zeit eingehend kunsthistorisch untersucht worden.

### Klosterreform
Ein großes Aufgabenfeld war die Reform des „basilianischen“ Mönchtums in Süditalien. Dort lebten viele Mönche in Klöstern, in denen die Liturgie traditionell nach griechischem Ritus gefeiert wurde, obwohl sie zur römischen Kirche gehörten. Da die Anweisungen des Basilius von Caesarea die Grundlage des monastischen Lebens bildeten, spricht man von Basilianern. Der materielle und spirituelle Niedergang in diesen Gemeinschaften hatte zu Reformbedarf geführt. Als gelehrter byzantinischer Mönch und Theologe war Bessarion vorzüglich qualifiziert, die Probleme in Angriff zu nehmen. Er übernahm die Zuständigkeit dafür. Zur Beschlussfassung über Reformschritte hielt er im November 1446 in seiner römischen Titelkirche ein Generalkapitel ab, an dem Vertreter der basilianischen Klöster Apuliens, Kalabriens und Siziliens teilnahmen. Im Jahr 1451 erteilte Papst Nikolaus V. dem byzantinischen Kardinal die Vollmacht, alle diese Klöster zu visitieren. Calixt III. ernannte ihn zum Archimandriten von San Salvatore in Messina. Diese Pfründe behielt Bessarion bis 1462, dann übernahm er stattdessen die Funktion des Kommendatarabts von Santa Maria di Grottaferrata, einer berühmten, aber damals heruntergekommenen griechischen Abtei in Latium. Dort ließ der Kardinal die Klostergebäude ausbessern und erweitern und sorgte für die Sanierung der finanziellen Verhältnisse.
Da die Griechischkenntnisse vieler Basilianer unzulänglich waren, richtete Bessarion im Kloster San Salvatore in Messina eine Schule für griechische Sprache ein, um das Bildungsniveau zu heben. Dort unterrichtete ab 1468 der angesehene Gelehrte Konstantin Laskaris. Außerdem fasste Bessarion die Anweisungen des Basilius für das Gemeinschaftsleben in einem griechischen Kompendium zusammen. In einem der griechischen Klöster Süditaliens entdeckte er zwei bisher verschollene antike Werke, das Gedicht Der Raub der Helena des Kolluthos und die Posthomerica des Quintus von Smyrna.

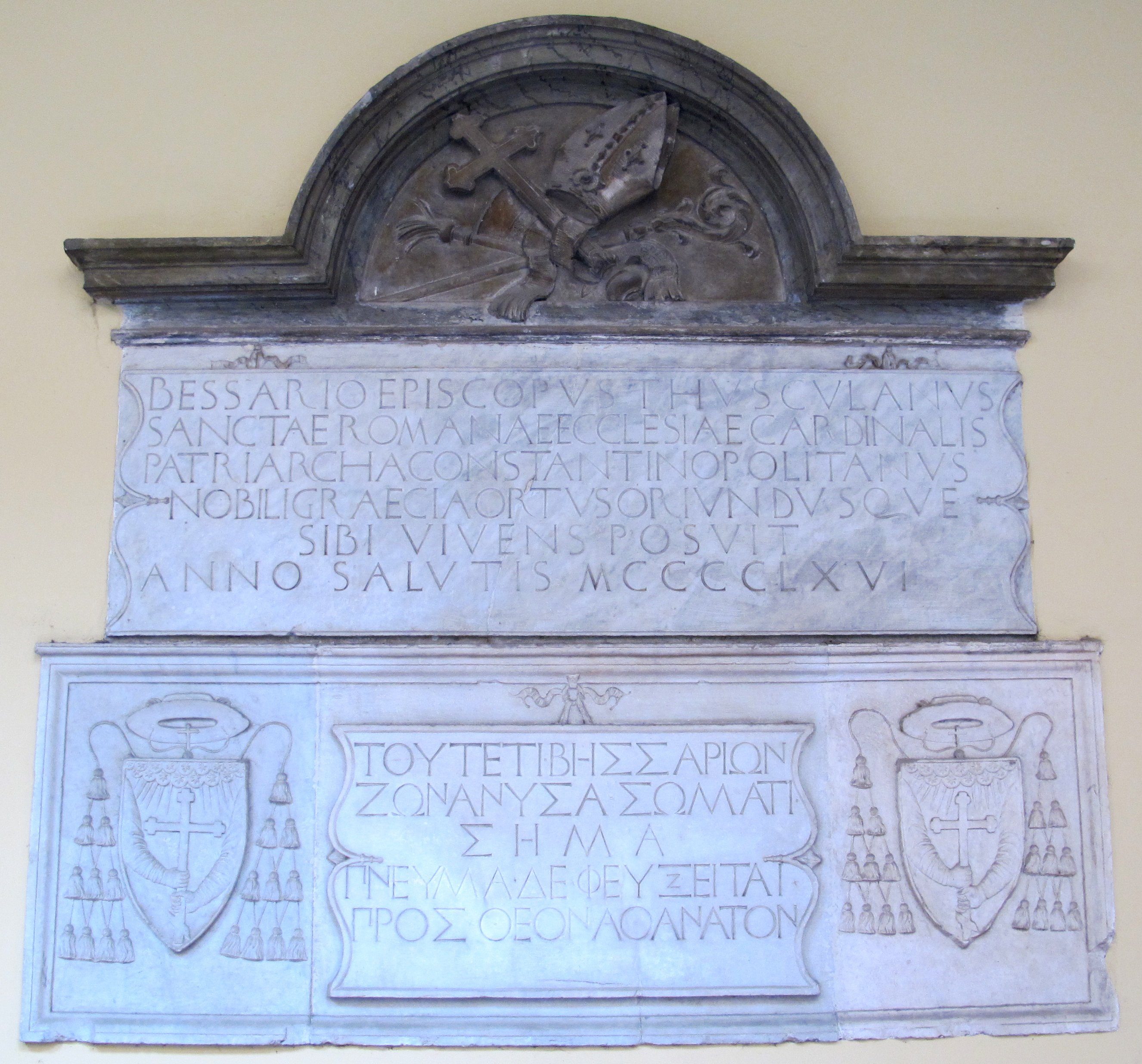
Bessarions von ihm selbst gestaltetes Grabmal

### Tod und Beisetzung
Nach der vergeblichen Legation in Frankreich war Bessarion entmutigt und von seiner Krankheit angegriffen. Auf der Heimreise setzte ihm die anstrengende Alpenüberquerung zu, überdies erkrankte er an der Ruhr. Dramatisch geschwächt musste er die Reise in Ravenna unterbrechen. Dort starb er am 18. November 1472. Es kursierte das Gerücht, er sei vergiftet worden.
Der Leichnam wurde nach Rom gebracht und in der Basilika der zwölf Apostel, die der Verstorbene einst als Titelkirche erhalten hatte, in der Kapelle der heiligen Eugenia beigesetzt. Die Kapelle hatte Bessarion in den 1460er Jahren mit Fresken ausstatten lassen; inwieweit der Maler Antoniazzo Romano an dieser Arbeit beteiligt war, ist in der Forschung umstritten. Reste des Bauwerks und der Wandgemälde wurden 1959/1960 entdeckt. Papst Sixtus IV. ehrte seinen Vertrauten durch seine Anwesenheit bei der Begräbniszeremonie. Zu Beginn des 18. Jahrhunderts wurde das Grab beim Umbau der Kirche verlegt. Eine erneute Exhumierung fand 1955 statt. Seit 1957 befinden sich die Gebeine vor der Kapelle des Allerheiligsten Sakraments.

## Äußeres und Bildnisse
Nach seiner Emigration trat Bessarion weiterhin demonstrativ als Grieche auf. Er trug die schwarze griechische Mönchskleidung und den in seiner Heimat verbreiteten langen Bart. Damit erregte er im Westen Aufsehen und auch Anstoß. Angeblich trug sein Äußeres dazu bei, dass er nicht zum Papst gewählt wurde. Sein politischer Gegner Gregor Heimburg nannte ihn wegen des Bartes einen Bock.
Drei Porträts Bessarions auf Fresken, die er selbst in Auftrag gab, sind zerstört worden. Eines befand sich in Rom in der Kapelle der heiligen Eugenia, seiner Grabstätte, ein weiteres, von Bramantino ausgeführtes, im Vatikan; das dritte wurde von Galasso Galassi in der Kapelle des heiligen Benedikt in der Bologneser Kirche Madonna del Monte gemalt. Ein von dem Venezianer Künstler Gentile Bellini stammendes Bildnis des betenden Kardinals, das ursprünglich eine Tabernakeltür zierte, wurde 2002 von der Londoner Nationalgalerie erworben. Er erscheint hier als einfacher Mönch in schlichtem Gewand ohne die Attribute seiner Würde als Kardinal und Patriarch. Ein weiteres von Bellini gemaltes Porträt, das ihn mit seiner Staurothek zeigte, ist nicht erhalten geblieben, doch eine Kopie, die im 16. Jahrhundert nach dem Verlust des Originals aus dem Gedächtnis angefertigt wurde, ist im Besitz der Gallerie dell’Accademia in Venedig. Vernichtet ist ein Fresko Bellinis im Dogenpalast von Venedig. Nach Bessarions Tod ließ Federico da Montefeltro den Verstorbenen zusammen mit anderen berühmten Persönlichkeiten auf einer Holztafel im Herzogspalast von Urbino abbilden. Dieses Bild, das heute im Louvre zu sehen ist, stammt von Justus van Gent und Pedro Berruguete. Auf dem von Paolo Romano geschaffenen Grabmonument für Papst Pius II., das sich heute in der Kirche Sant’Andrea della Valle befindet, ist Bessarion auf einem Flachrelief zu sehen. Ferner kniet auf einem 1502 angefertigten Gemälde von Vittore Carpaccio in der Scuola di San Giorgio degli Schiavoni in Venedig ein greiser Mönch mit Brille, der die Züge des Kardinals trägt, in einer Gruppe von Trauernden.
Zwei von Bessarions Choralbüchern in der Biblioteca Malatestiana in Cesena enthalten je ein Profilbildnis des Kardinals, das ihn kniend im Gebet zeigt. Außerdem ist er auf einigen weiteren Buchmalereien zu sehen, darunter eine von Gioacchino di Giovanni (de Gigantibus) in einem Codex aus den 1470er Jahren. Dort ist Bessarion mit König Ferdinand I. von Neapel abgebildet.
Silvia Ronchey hat 2008 eine gründliche ikonographische Untersuchung vorgelegt. Nach ihrem Urteil unterscheiden sich die Bildnisse, die im zeitgenössischen venezianischen Umfeld entstanden, von den übrigen durch eine auffällige Hässlichkeit. Sie seien geradezu grotesk. In Wirklichkeit sei Bessarion jedoch nach dem Quellenbefund eine glanzvolle und faszinierende Erscheinung gewesen, und dies werde von den andernorts entstandenen Porträts bestätigt. Ronchey meint, in der unvorteilhaften Darstellung durch venezianische Künstler spiegle sich die ambivalente, teils distanzierte und sarkastische Einstellung von Teilen der städtischen Aristokratie gegenüber dem eingebürgerten Griechen.

## Werke
Bessarions bekanntestes Werk ist seine großangelegte Verteidigung Platons und des Platonismus gegen aristotelische Kritik. Ansonsten verfasste er hauptsächlich Stellungnahmen zu theologischen Fragen sowie Reden. Hinzu kommt seine umfangreiche Korrespondenz. Ferner übersetzte er antikes philosophisches und theologisches Schrifttum sowie eigene Werke aus dem Griechischen ins Lateinische. Er pflegte seine Schriften zuerst griechisch abzufassen und später für das lateinischsprachige Lesepublikum zu übersetzen oder übersetzen zu lassen. Um den hohen stilistischen Ansprüchen der Humanisten an lateinische Texte zu genügen, bediente er sich beim Übersetzen der Hilfe von Mitarbeitern.

### Philosophische Schriften

#### In calumniatorem Platonis

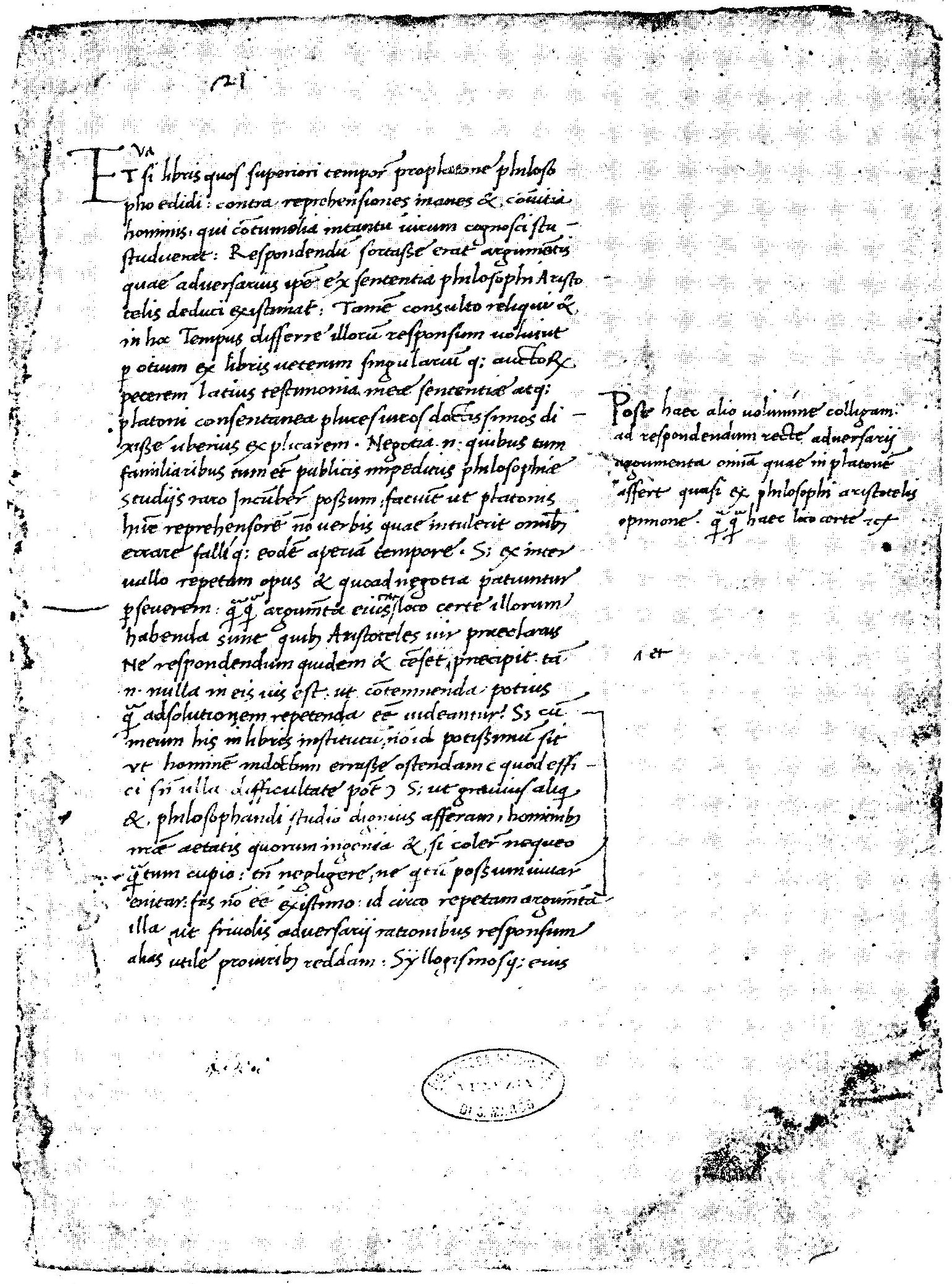
Eine Seite aus der Schrift In calumniatorem Platonis. Autograph Bessarions im Codex Venedig, Biblioteca Nazionale Marciana, Lat. VI, 61 (= 2592), fol. 1r

Im Byzantinischen Reich und unter den Exilbyzantinern war um die Mitte des 15. Jahrhunderts ein Streit zwischen Platonikern und Aristotelikern im Gang, in dem Bessarions Lehrer Plethon der profilierteste Vertreter des Platonismus war. Diesen Konflikt trug der griechische Emigrant Georgios Trapezuntios, der in Italien lebte und lateinisch schrieb, in die westliche Gelehrtenwelt. Er verfasste in den 1450er Jahren eine Kampfschrift, die Comparatio philosophorum Platonis et Aristotelis, in der er die beiden antiken Denker verglich und aus aristotelischer Sicht heftig gegen Platon polemisierte. Dabei übte er sowohl an der Lehre als auch am Charakter des ihm verhassten Philosophen vernichtende Kritik und bemängelte auch die literarische Qualität der platonischen Dialoge. Eine seiner Hauptthesen lautete, der Platonismus sei mit dem Christentum unvereinbar, während der Aristotelismus der christlichen Wahrheit nahe sei. Überdies brachte er vor, Platon habe sich in Rätseln ausgedrückt und Dunkles und Unwahres geschrieben, statt sich mit den Grundlagen der Logik zu befassen. Er habe Grundsätze der Ethik missachtet und seine Behauptungen nicht bewiesen. Aristoteles hingegen habe Klarheit geschaffen und die abwegigen Annahmen seines Lehrers durch wirkliche Erkenntnisse ersetzt. Daneben attackierte Trapezuntios auch Plethon, den er mit Platon, Epikur und Mohammed unter die besonders wirkmächtigen Irrlehrer und Verführer einreihte. Einen aktuellen Bezug stellte er mit der Behauptung her, der platonische Einfluss habe das Griechentum geschwächt und damit zum Untergang des Byzantinischen Reiches beigetragen. Dieses Schicksal drohe nun auch dem Westen.
Eine kompetente Stellungnahme zu diesem Angriff war den lateinischsprachigen Humanisten zunächst kaum möglich, da Platons Lehren im Westen damals noch wenig bekannt waren. Dies änderte sich erst, als Bessarion eingriff. Er schrieb eine umfangreiche Entgegnung auf Trapezuntios’ Polemik, die Schrift In calumniatorem Platonis (Gegen den Verleumder Platons), die er mehrmals überarbeitete und 1469 drucken ließ. Damit bezweckte er die Widerlegung des „Verleumders“, den er nirgends namentlich nannte, und zugleich seine Selbstrechtfertigung als profilierter Platoniker. Es ging ihm aber nicht nur um die aktuelle Herausforderung durch die These, Platonismus sei glaubenswidrig, und deren mögliche Auswirkungen auf sein Ansehen in der Kurie. Vielmehr hatte er ein umfassenderes Ziel im Auge: Als gründlicher Kenner der antiken Philosophie wollte er die westlichen, des Griechischen unkundigen Gebildeten in Platons Gedankenwelt einführen und ihnen die bisher fehlende Gesamtdarstellung des Platonismus in lateinischer Sprache in die Hand geben. Dabei zog er auch neuplatonische Quellen und mittelalterliche Fachliteratur heran. Ausführlich ging er auf die einzelnen Wissensgebiete ein, die in Platons Dialogen behandelt werden, wobei er der politischen Theorie besondere Beachtung schenkte. Besonderes Gewicht legte Bessarion auf die Zurückweisung des gefährlichen Vorwurfs, Platon habe Homosexualität und Päderastie gebilligt. Aussagen in den Werken des antiken Denkers, deren Wortlaut aus damaliger christlicher Sicht anstößig wirkte, interpretierte der humanistische Verteidiger des Platonismus symbolisch. Er deutete sie nach dem Vorbild der antiken neuplatonischen Kommentartradition als verschlüsselte Hinweise auf verborgene erhabene Wahrheiten. Diese Vorgehensweise diente ihm als wichtiges Instrument bei der Entkräftung der Kritik des Trapezuntios, dessen buchstäbliches Textverständnis er als verfehlt erachtete. Sorgfältig vermied er es, die Verteidigung des Platonismus mit einer unnötigen Abwertung der von Trapezuntios verherrlichten aristotelischen Philosophie zu verbinden. Er stellte Aristoteles als Weiterentwickler des platonischen Gedankenguts dar.

#### De natura et arte
Auf eine antiplatonische Schrift des Georgios Trapezuntios reagierte Bessarion wohl im Jahr 1458 mit der Abhandlung De natura et arte (Über die Natur und die Kunst). Diesen Traktat schrieb er zunächst griechisch; später fügte er eine lateinische Fassung in die 1469 gedruckte Ausgabe seines Hauptwerks In calumniatorem Platonis ein.
De natura et arte ist eine Untersuchung des Wirkens der Natur. Erörtert werden die Ansichten der antiken Philosophen über die Rolle des Überlegens (to buleúesthai) in der Kunstfertigkeit oder Technik (téchnē) und in der Natur. Es geht um die Fragen, ob die Natur mit einer bewussten Absicht vorgeht, die menschlicher Planung entspricht, also nach vorherigem Überlegen, und ob Kunstfertigkeit oder Technik zwangsläufig Überlegung erfordert. Den Ausgangspunkt bilden einschlägige Äußerungen des Aristoteles im zweiten Buch seiner Physik. Dort werden die beiden Fragen verneint. Nach der Auffassung der Platoniker hingegen liegt jedem Naturvorgang eine Überlegung einer göttlichen Instanz zugrunde, und die Natur handelt als Instrument der Gottheit. Bessarion meinte, auch Aristoteles habe die Zweckmäßigkeit der natürlichen Abläufe erkannt. Zwar habe er der Natur ein eigenes Überlegen abgesprochen, doch habe er nicht bestritten, dass ihr Handeln ein ihr überlegenes planendes Bewusstsein voraussetze. Letzteres habe er vielmehr annehmen müssen, denn es ergebe sich als Folgerung aus der von ihm erkannten Zielstrebigkeit des Wirkens der Natur. Somit bestehe kein Widerspruch zwischen der aristotelischen und der platonischen Auffassung. Zur Abstützung dieser harmonisierenden Aristotelesinterpretation zog Bessarion die antike peripatetische und neuplatonische Tradition heran; er berief sich auf Alexander von Aphrodisias und Simplikios. Damit widersprach er der Deutung des Trapezuntios, der zufolge Aristoteles eine den Naturvorgängen zugrunde liegende Überlegung verwarf und auch die Vorstellung einer göttlichen Planung bei der Schöpfung abwies. Trapezuntios hatte geltend gemacht, Überlegung setze Zweifel und Nichtwissen voraus, Gott sei aber allwissend. Daher gebe es beim Ewigen zwar Zweckbestimmtheit, aber keine Überlegung. Dagegen wandte Bessarion ein, der göttliche Intellekt erfasse den Zweck und die Mittel mit einem einfachen intuitiven Akt und lenke so die Natur. Dieser Denkakt sei hier mit „Überlegung“ gemeint.
Hinsichtlich der „Überlegung“ in der Kunstfertigkeit oder Technik gelangte Bessarion zu einer differenzierten Einschätzung. Er befand im Anschluss an Aristoteles, je genauer der Gegenstand einer Technik und die damit verbundene Arbeit bestimmt sei, desto weniger Überlegung benötige sie.

### Theologische Werke

#### Stellungnahme zu denGegenredendes Gregorios Palamas
Als Bischof von Nikaia untersuchte Bessarion in einer griechischen Abhandlung die Kontroverse um den Ausgang des Heiligen Geistes. Später setzte er eine lateinische Version auf. Es handelt sich um seine Erwiderung auf die Gegenreden (antirhḗseis bei Bessarion, nach dem authentischen Titel antepigraphaí), die der Erzbischof Gregorios Palamas im 14. Jahrhundert verfasst hatte, um eine unionsfreundliche Stellungnahme des Patriarchen Johannes XI. Bekkos zu widerlegen. Palamas, der Begründer des nach ihm benannten Palamismus, hatte sich im Streit um die Kirchenunion als Wortführer der streng orthodoxen Richtung, die jeden Kompromiss ablehnte, profiliert. Bessarion stellte zu den einzelnen Streitpunkten jeweils die Position des Bekkos und die Entgegnung des Palamas zusammen und fügte dann seine eigene Verteidigung der Auffassung des Patriarchen hinzu. Mit dieser vor dem Abschluss der Verhandlungen des Unionskonzils von Florenz entstandenen Schrift nahm Bessarion bereits eine Haltung ein, die mit dem Dogma der westlichen Kirche vereinbar war.

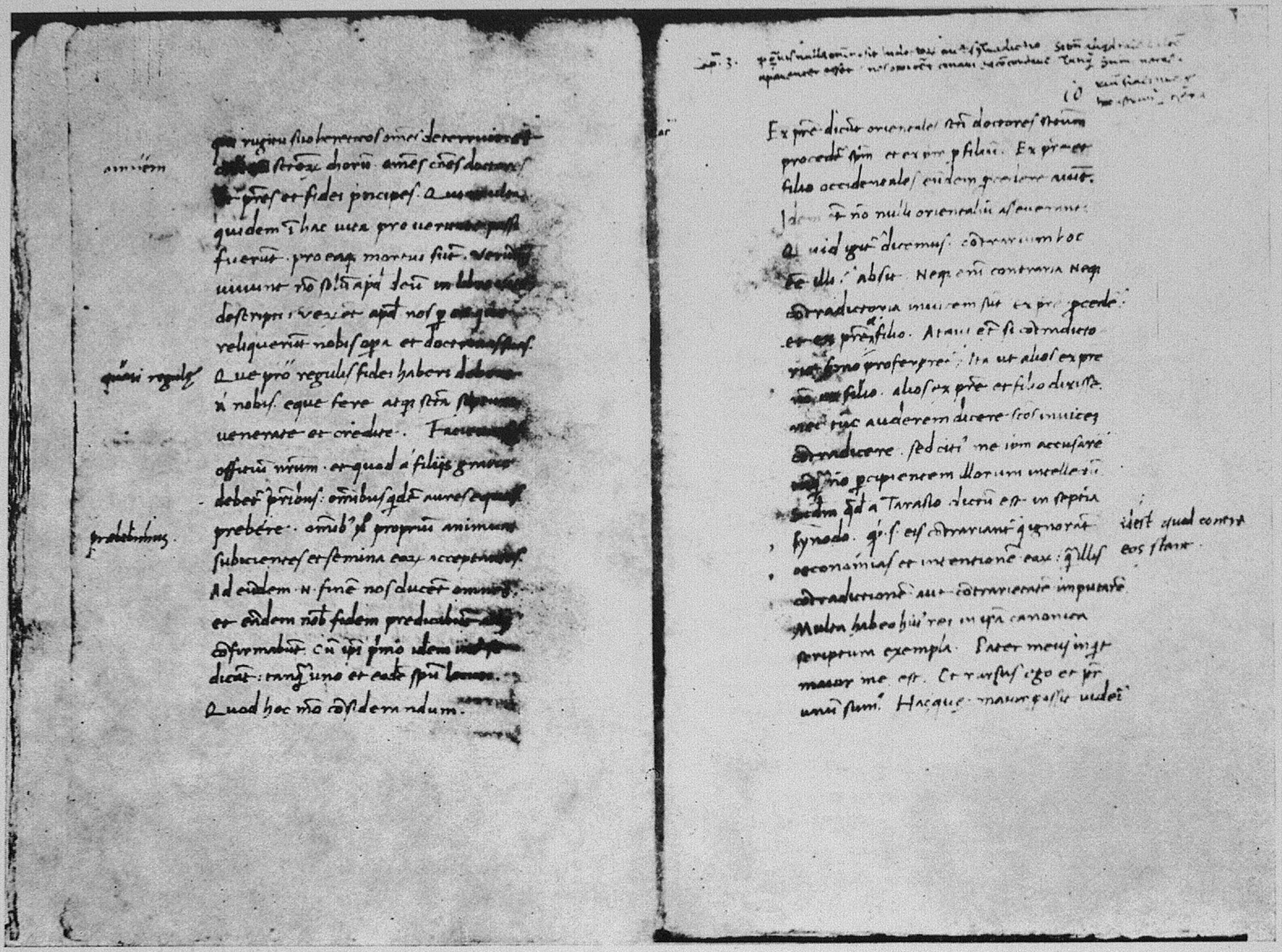
Zwei Seiten aus der lateinischen Fassung der Dogmatischen Rede in Bessarions Autograph. Venedig, Biblioteca Nazionale Marciana, Lat. Z. 136 (= 1901), fol. 9v und 10r

#### Dogmatische Rede
Als Dogmatische Rede ist eine mündliche, später schriftlich verbreitete Stellungnahme Bessarions zum Filioque bekannt, die er im April 1439 bei einer privaten Zusammenkunft byzantinischer Bischöfe während des Unionskonzils von Florenz vortrug. Sie ist sowohl im griechischen Original als auch in einer vom Autor angefertigten freien lateinischen Übersetzung überliefert. Auf der Vorarbeit aufbauend, die der Patriarch Johannes Bekkos im 13. Jahrhundert geleistet hatte, analysierte Bessarion die Äußerungen der antiken griechischen Kirchenväter zum Ausgang des Heiligen Geistes. Er untersuchte die Texte unter sprachlichem und logischem Gesichtspunkt. Sein Befund lautete, dass die allgemein verehrten Autoritäten der Kirchenväterzeit dem Gottessohn eine Mitwirkung zugeschrieben hätten. Der lateinischen Fassung fügte er eine Erklärung (declaratio) bei, in der er seinen westlichen Lesern die Ausdrucksweise der griechischen Theologen erläuterte.

#### Erwiderung auf die Syllogismen des Maximos Planudes
Kurz vor oder bald nach dem Abschluss der Unionsverhandlungen in Florenz schrieb Bessarion in griechischer Sprache eine Untersuchung über den Ausgang des Heiligen Geistes, in der er gegen vier Syllogismen des Gelehrten Maximos Planudes argumentierte. Planudes hatte mit den Syllogismen die Lehre der Westkirche angegriffen. Bessarion verzichtete in seiner Erwiderung darauf, seine Position durch Berufung auf die Autorität der Kirchenväter abzustützen, und verließ sich nur auf die Überzeugungskraft seiner eigenen Argumente. Um seine Ausführungen lebendig zu gestalten, redete er den vor mehr als 120 Jahren verstorbenen Planudes wie einen Lebenden direkt an.

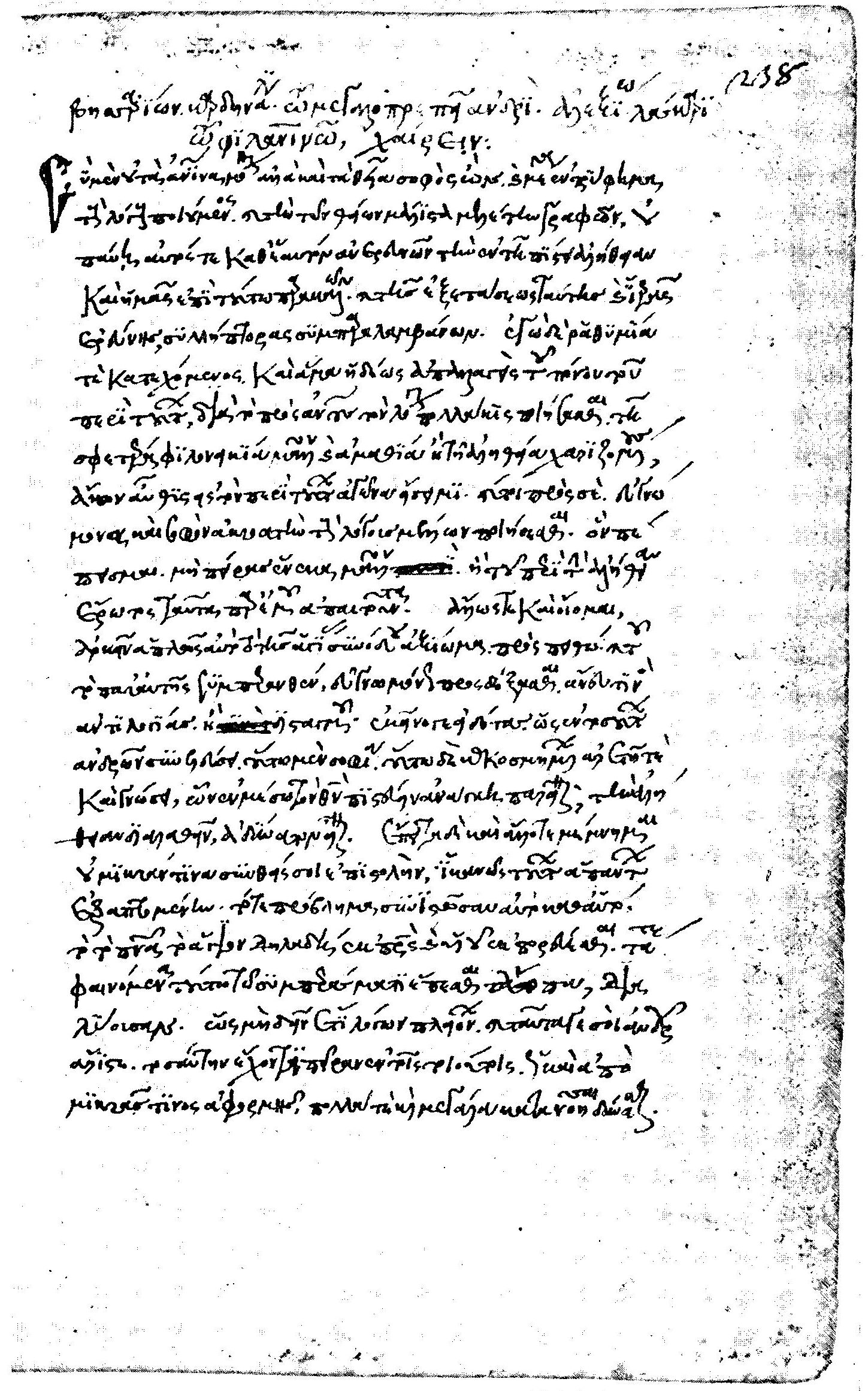
Eine Seite des Briefs an Alexios Laskaris. Eigenhändige Abschrift Bessarions im Codex Venedig, Biblioteca Nazionale Marciana, Gr. Z. 533 (= 778), fol. 238r

#### Dogmatischer Brief an Alexios Laskaris
In den 1440er Jahren richtete Bessarion an den byzantinischen Beamten Alexios Laskaris Philanthropinos ein griechisches Schreiben, das er später der westlichen Öffentlichkeit in einer lateinischen Fassung zur Kenntnis brachte. Laskaris hatte auf dem Unionskonzil zu den Begleitern des Kaisers gehört. Sein Interesse an der Kirchenunion bezog sich primär auf die politischen Konsequenzen. Bessarion schickte ihm seine Dogmatische Rede und den Brief, in dem er die Vorgänge auf dem Konzil aus seiner Sicht schilderte, sein Verhalten rechtfertigte und für das Dogma der Westkirche plädierte. Nach seiner Darstellung war die sachliche Überlegenheit der Lateiner bei den Verhandlungen so groß, dass ihre Gegner schließlich nichts mehr zu erwidern wussten und schwiegen. Der Kardinal legte eine gründliche Erörterung der dogmatischen Kontroverse vor, wobei er zentrale Argumente der Gegenseite eingehend behandelte. Für die Geschichte des Konzils ist der Brief eine wertvolle Quelle.

#### Erwiderung auf die Kapitel des Markos Eugenikos
Nach dem Konzil veröffentlichte Markos Eugenikos, Bessarions theologischer Hauptwidersacher, seine Kampfschrift Syllogistische Kapitel. Im Byzantinischen Reich wurden die Befürworter der Kirchenunion heftig angegriffen und gerieten in die Defensive. Unter starkem Druck musste der unionsfreundliche Patriarch von Konstantinopel, Gregorios III., 1450 Konstantinopel verlassen. Er emigrierte nach Rom, wobei er an seinem Anspruch auf die Patriarchenwürde festhielt. Um seine Position zu rechtfertigen, veranlasste er die Abfassung einer Entgegnung auf die Syllogistischen Kapitel. Diese griechisch und lateinisch überlieferte Antwort (apókrisis), in der auf jedes der 57 Kapitel der gegnerischen Streitschrift ausführlich eingegangen wird, ist das Werk von zwei Autoren: Die Stellungnahmen zu den ersten siebzehn Kapiteln schrieb ein unbekannter griechischer Theologe schon vor der Emigration des Patriarchen, mit den restlichen vierzig Kapiteln setzte sich später Bessarion auseinander. Nur ungern übernahm der Kardinal auf Drängen des Gregorios diese Aufgabe, der er sich wohl während seiner Legatur in Bologna widmete. Er hielt, wie aus seinem einleitenden Schreiben an den Auftraggeber ersichtlich ist, eine weitere Wiederholung der längst erschöpfend dargelegten Argumente für überflüssig, entsprach dann aber doch der Bitte um eine gründliche Darstellung.

#### Philologische Bibelauslegung
Nach der Mitte des 15. Jahrhunderts war ein Streit über ein Problem der Bibelauslegung im Gang, an dem sich Humanisten und Theologen beteiligten. Wie in der Kontroverse um Platon waren auch in dieser Auseinandersetzung Bessarion und Georgios Trapezuntios die Hauptkontrahenten. Strittig war die richtige lateinische Wiedergabe einer Stelle im Johannesevangelium. Nach der damals verwendeten Textfassung der Vulgata, der maßgeblichen spätantiken Übersetzung des griechischen Urtextes, lautet Johannes 21,22 lateinisch „Sic eum volo manere, donec veniam, quid ad te?“, das heißt: „So will ich [Christus], dass er [der Apostel Johannes] bleibt, bis ich komme; was geht das dich an?“ Dabei handelt es sich um einen Fehler; statt sic („so“) muss im lateinischen Text si („wenn“) für griechisch ean stehen. Dann erhält die Aussage ihren korrekten Inhalt: „Wenn ich will, dass er bleibt, bis ich komme, was geht das dich an?“ Aus dem fehlerhaften lateinischen Satz folgerte Trapezuntios, dass der Apostel nicht gestorben sei, sondern in Verborgenheit bis zum Ende der Welt weiterlebe. Er hielt es für unzulässig, den als verbindlich geltenden Text der Vulgata anhand des griechischen Originals zu verändern.
Dazu bezog Bessarion in einer eigens dieser Frage gewidmeten Untersuchung Position. Dabei knüpfte er an textkritische Beobachtungen an, die der römische Gelehrte Nicola Maniacutia im 12. Jahrhundert gemacht hatte. Er bewies mit einer philologischen Argumentation, dass die bisher akzeptierte Übersetzung den Sinn des Satzes verfälscht und dass das sic nicht durch Umdeutung von ean gerettet werden kann. Daraus folgerte er, eine Konjektur sei unumgänglich. Aus diesem Anlass ging er auch auf die generelle Problematik der Bibelübersetzung und der Textkritik der lateinischen Bibel ein. Anhand von Beispielen zeigte er die Unzuverlässigkeit des gängigen Vulgata-Textes. So gelangte er zum Ergebnis, dass es grundsätzlich legitim sei, die Vulgata anhand der authentischen griechischen Urfassung zu berichtigen.

#### Allgemeines Rundschreiben
In den sechziger Jahren des 15. Jahrhunderts war in Konstantinopel die Patriarchenwürde fest in der Hand der lateinerfeindlichen Richtung, die vom osmanischen Sultan begünstigt wurde, doch auf manchen griechischen Inseln hatte die Kirchenunion noch Anhänger, vor allem im venezianischen Machtbereich. Nachdem Pius II. Bessarion zum Patriarchen von Konstantinopel im Exil ernannt hatte, wandte sich dieser mit einem Rundschreiben, das er am 27. Mai 1463 in Viterbo verfasste, an alle Unionsfreunde im Patriarchat. Dieser „allgemeine Brief“ (epistolḗ katholikḗ) diente der Verteidigung der Union und der Rechtfertigung des Autors. Bessarion stellte den Standpunkt der römischen Kirche allgemeinverständlich dar. Er begründete das Filioque sowie den päpstlichen Anspruch auf Vorrang gegenüber den östlichen Patriarchen. Dabei brachte er vor, die Christenheit benötige ein einziges Oberhaupt, denn nur eine einheitliche Führung könne Ordnung gewährleisten. Dass die Einzelherrschaft allen anderen Regierungsformen überlegen sei, habe schon Homer festgestellt. Auch Platon und Christus hätten der Monarchie grundsätzlich den Vorzug gegeben. Der Untergang des einst ruhmreichen Byzantinischen Reichs sei eine Folge der verhängnisvollen Kirchenspaltung, die von machtgierigen Menschen herbeigeführt worden sei.

#### Abhandlung über die Eucharistie
Bessarions Schrift über die Eucharistie, ein Spätwerk, liegt sowohl im griechischen Original als auch in einer lateinischen Übersetzung vor. Auch diese Abhandlung ist einem theologischen Streitpunkt zwischen der westlichen und der östlichen Kirche gewidmet, und wiederum ist Markos Eugenikos der Gegner, dessen Ansicht Bessarion entgegentritt. Es geht um die Frage, ob die Epiklese, die Herabrufung des Heiligen Geistes bei der Eucharistie, die Konsekration von Brot und Wein bewirkt, wie die orthodoxe Dogmatik lehrt, oder ob gemäß der westkirchlichen Auffassung die Einsetzungsworte den Konsekrationsakt ausmachen. Während die Argumentation des Markos Eugenikos vor allem auf den altkirchlichen Liturgien fußt, beruft sich Bessarion in erster Linie auf die Formulierung der Einsetzungsworte. Er macht geltend, dass die Epiklese in den alten Liturgien unterschiedliche Fassungen aufweise, während die Konsekrationsworte in den Evangelien einheitlich überliefert seien und damit die hier erforderliche größtmögliche Sicherheit gewährleisteten.

### Reden
Schon während Bessarions Studienzeit in Konstantinopel fiel seine Begabung der Kaiserfamilie auf. Er verfasste eine oft als Grabrede bezeichnete Würdigung des 1425 gestorbenen Kaisers Manuel II., die aber nicht am Tag der Beerdigung, sondern erst bei einer späteren Gedenkfeier vorgetragen wurde. Dieser Auftritt machte am Hof anscheinend Eindruck. Das Werk ist in einem vom Autor angelegten Sammelband überliefert, der unter anderem noch neun weitere griechische Reden enthält: eine Lobrede auf den heiligen Bessarion, ein an Kaiser Alexios IV. Komnenos von Trapezunt gerichtetes Enkomion, drei Trauerreden auf Alexios’ 1426 gestorbene Gattin Theodora Komnene, drei Trostreden an Kaiser Johannes VIII. zum Tod von dessen dritter Frau Maria von Trapezunt, die 1439 verstorben war, und eine für den im Exil lebenden Metropoliten Dositheos geschriebene Rede, die der Verteidigung von dessen Anspruch auf seinen Sitz in Trapezunt vor der Synode in Konstantinopel diente. Außerhalb des Sammelbands sind noch drei weitere rhetorische Werke Bessarions aus der Zeit vor seiner Emigration erhalten geblieben: eine Trauerrede auf Cleopa (Kleope) Malatesta, die 1433 gestorbene Gattin des Despoten Theodoros II. von Morea, die Eröffnungsrede vom 8. Oktober 1438 am Konzil von Ferrara und die Dogmatische Rede vom April 1439.
Als Legat in Bologna verfasste der Kardinal eine Lobrede auf Luigi Bentivogli, einen bedeutenden Angehörigen des damals in der Stadt dominierenden Geschlechts. Den Anlass bot die Überreichung eines päpstlichen Ehrendegens an diesen prominenten Bürger.

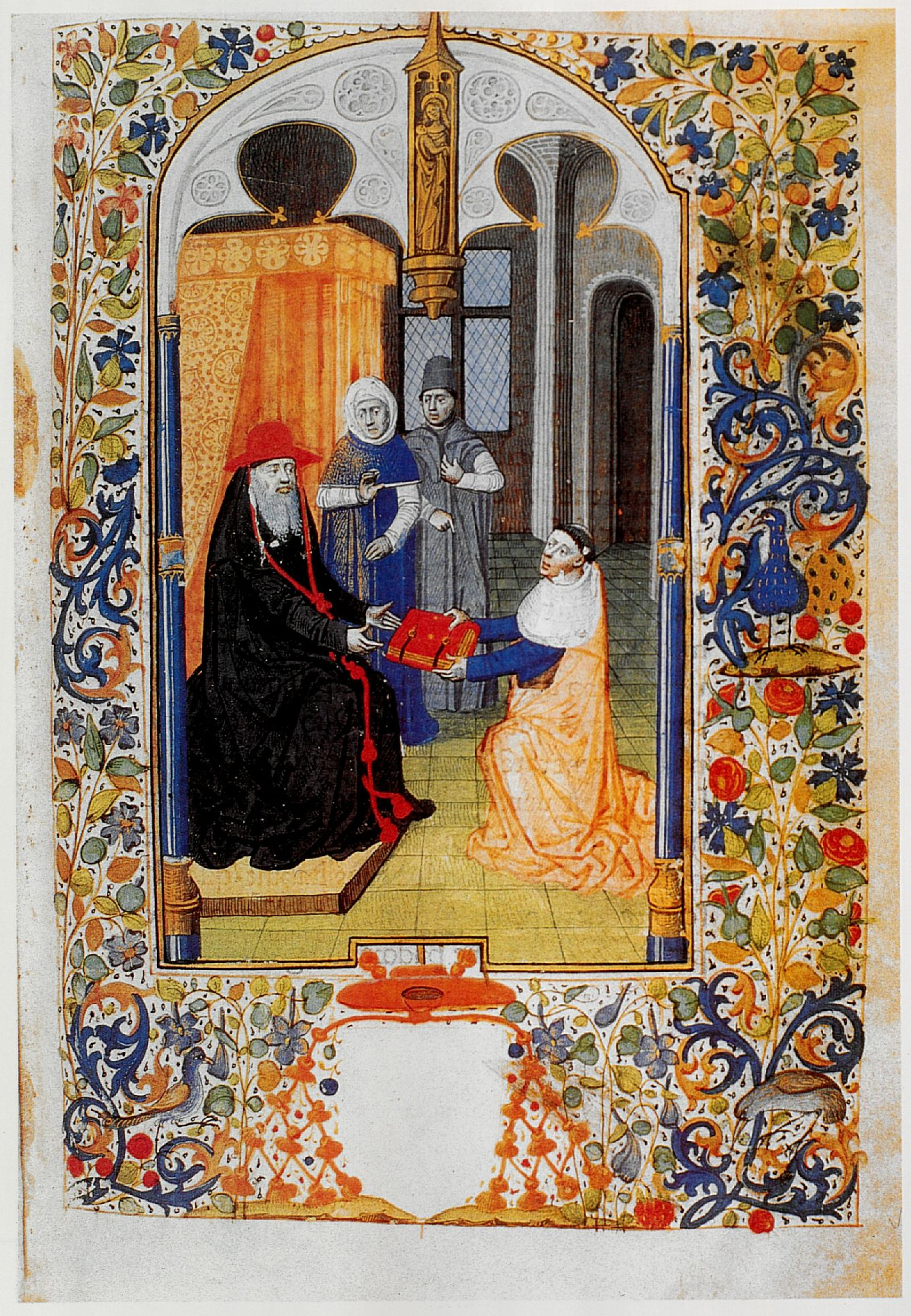
Guillaume Fichet (rechts) überreicht Bessarion seine 1471 in Paris gedruckte Rhetorik. Buchmalerei im Widmungsexemplar der Inkunabel, Venedig, Biblioteca Nazionale Marciana, Membr. 53, fol. 1r

Im Rahmen seiner Kreuzzugsbemühungen trat Bessarion als Redner auf. Überliefert sind die Reden, mit denen er 1459 auf dem Kongress von Mantua und am 2. März 1460 auf dem Nürnberger Reichstag für sein Projekt warb, sowie seine Ansprache an die Teilnehmer des Wiener Reichstags von 1460. Nach der türkischen Eroberung Euböas schrieb er fiktive Reden an die Fürsten Italiens gegen die Türken, mit denen er die christlichen Machthaber aufrütteln wollte. Er legte dar, dass es die Absicht des Sultans sei, Italien zu erobern und dann von dort aus den Rest der Erde zu unterwerfen. Mit seinem Weltherrschaftsplan folge Mehmed II., der Eroberer Konstantinopels, dem Vorbild Alexanders des Großen, den er bewundere. Eine Hauptthese Bessarions lautete, das osmanische Reich sei von Natur aus expansiv, da es seine Fortexistenz nur sichern könne, wenn es sich weiter ausdehne. Mehmed wisse, dass ein Verzicht auf weitere Eroberungen von seinen zahlreichen inneren und äußeren Feinden als Schwächezeichen gedeutet würde. Daher müsse er angreifen, um das schon Gewonnene zu sichern. Nur durch immer neue Siege in Europa könne er seine asiatischen Gegner einschüchtern und in Schach halten. Somit sei ein dauerhafter Frieden unmöglich. Den Beweis für die Aussichtslosigkeit einer Friedenspolitik liefere die Geschichte; das Scheitern der byzantinischen Versuche, die osmanische Expansion einzudämmen, demonstriere die Unmöglichkeit friedlicher Koexistenz. Die bisherigen militärischen Erfolge der Türken seien von der Zerstrittenheit ihrer Gegner ermöglicht worden, und solcher Zwiespalt sei nun auch in Italien die Ausgangslage. Der religiöse Kontext – die Auseinandersetzung mit dem Islam – tritt in der Darstellung des Kardinals völlig in den Hintergrund. Bessarions Vertrauensmann Guillaume Fichet ließ das rhetorische Werk 1471 in Paris drucken. Fichet schickte die Inkunabel zahlreichen weltlichen und geistlichen Machthabern mit jeweils individuellem Widmungsschreiben. In Venedig erschien im selben Jahr eine von Ludovico Carbone angefertigte italienische Übersetzung.

### Lobschrift auf Trapezunt
Zu den frühen Werken zählt Bessarions griechische Lobschrift auf seine Heimatstadt Trapezunt. Es handelt sich um eine Ekphrasis, die möglicherweise bei einem Aufenthalt des Autors in Trapezunt als Rede vorgetragen wurde. Sie bietet eine detaillierte Beschreibung der verherrlichten Stadt einschließlich der Vorstädte und des Kaiserpalastes auf der Akropolis. Im Gegensatz zu vielen anderen Städten sei Trapezunt nicht im Niedergang begriffen, sondern werde immer schöner. Dank dem vorzüglichen Hafen, dem besten am Schwarzen Meer, sei die Stadt ein bedeutendes Fernhandelszentrum, und das Handwerk gedeihe. Weitere Vorzüge seien das angenehme Klima, der fruchtbare Boden und der für den Schiff- und Häuserbau wichtige Holzreichtum. Ausführlich wird die Geschichte behandelt, schon die Vorgeschichte der Stadtgründung wird breit ausgemalt. Bessarion hebt hervor, dass Trapezunt niemals von Feinden erobert worden sei.

### Denkschrift für den Despoten Konstantin
Einblick in die politische Theorie des byzantinischen Humanisten gibt seine um 1444 als Brief abgefasste Denkschrift an den Despoten von Morea, den künftigen Kaiser Konstantin XI. Sie enthält seine Ratschläge für die Sicherheit und Wohlfahrt des Despotats. Seine Pläne beruhten auf der optimistischen, angesichts der damaligen Verhältnisse unrealistischen Annahme, dass sich die Halbinsel Morea langfristig gegen die osmanische Expansion verteidigen lasse. Er schlug vor, junge Byzantiner zur Ausbildung nach Italien zu schicken, damit sie später ihre dort erworbenen Fertigkeiten in der Heimat nutzbringend anwenden könnten. In verschiedenen Bereichen der Technik, insbesondere im Schiffsbau, waren die Reste des Byzantinischen Reiches damals arm an Fachleuten, da viele fähige Techniker bereits emigriert waren. Zu den Maßnahmen, die Bessarion anregte, zählen die Gründung neuer Städte, die Ausbeutung von Naturschätzen wie Eisenerz und die Förderung des produzierenden Gewerbes. Die Getreideausfuhr solle verboten werden, um Hungersnöten vorzubeugen. Um die Kirchenunion fest zu verankern, riet er zu Heiraten byzantinischer Adliger mit westlichen Frauen, die das römische Dogma in Morea heimisch machen würden. Im Gegensatz zu den traditionell dominierenden konservativen Staatslehren, denen zufolge Gesetzesänderungen schädlich sind und den Staat destabilisieren, plädierte er für legislative Flexibilität; er meinte, die Gesetzgebung solle sich pragmatisch den Änderungen der politischen Realität anpassen.

### Briefe
Zahlreiche griechische und lateinische Briefe von und an Bessarion sind erhalten geblieben. Er selbst stellte einen Teil seiner Korrespondenz handschriftlich zusammen. Der Inhalt ist teils privat, teils literarisch, philosophisch, theologisch, politisch oder auf seine amtlichen Aufgaben bezogen. Manche Briefe sind wichtige Geschichtsquellen.
Philosophiehistorisch aufschlussreich ist die Korrespondenz, die Bessarion von Italien aus mit Georgios Gemistos Plethon führte. Er befragte seinen ehemaligen Lehrer über Probleme des Neuplatonismus und die Meinungsverschiedenheiten der antiken Neuplatoniker. Unter anderem erörterten die beiden Gelehrten die Willensfreiheit. Plethon vertrat im Gegensatz zu Bessarion ein deterministisches Weltbild und meinte, der Wille unterliege einer inneren Notwendigkeit.

### Gutachten über die Osterrechnung
Im Jahr 1470 überreichte Bessarion Papst Paul II. ein Gutachten über die Osterrechnung – die Berechnung des Osterdatums –, das er wohl auf Anregung des Astronomen Regiomontanus und mit dessen Unterstützung angefertigt hatte. Das Thema ist die Ermittlung des Frühlingsvollmonds, von der die Osterrechnung abhängt. In dem damals verwendeten julianischen Kalender, der zu viele Schaltjahre enthält, hatte sich der kalendarische Frühlingsbeginn gegenüber dem astronomischen, der Frühlings-Tagundnachtgleiche, im Lauf der Jahrhunderte um mehrere Tage verschoben. Die Folge war, dass 1470 das Osterfest mehr als einen Monat zu spät gefeiert wurde. Bessarion wies auf diesen Fehler hin und zeigte damit die Notwendigkeit einer Kalenderreform.

### Lateinische Übersetzungen

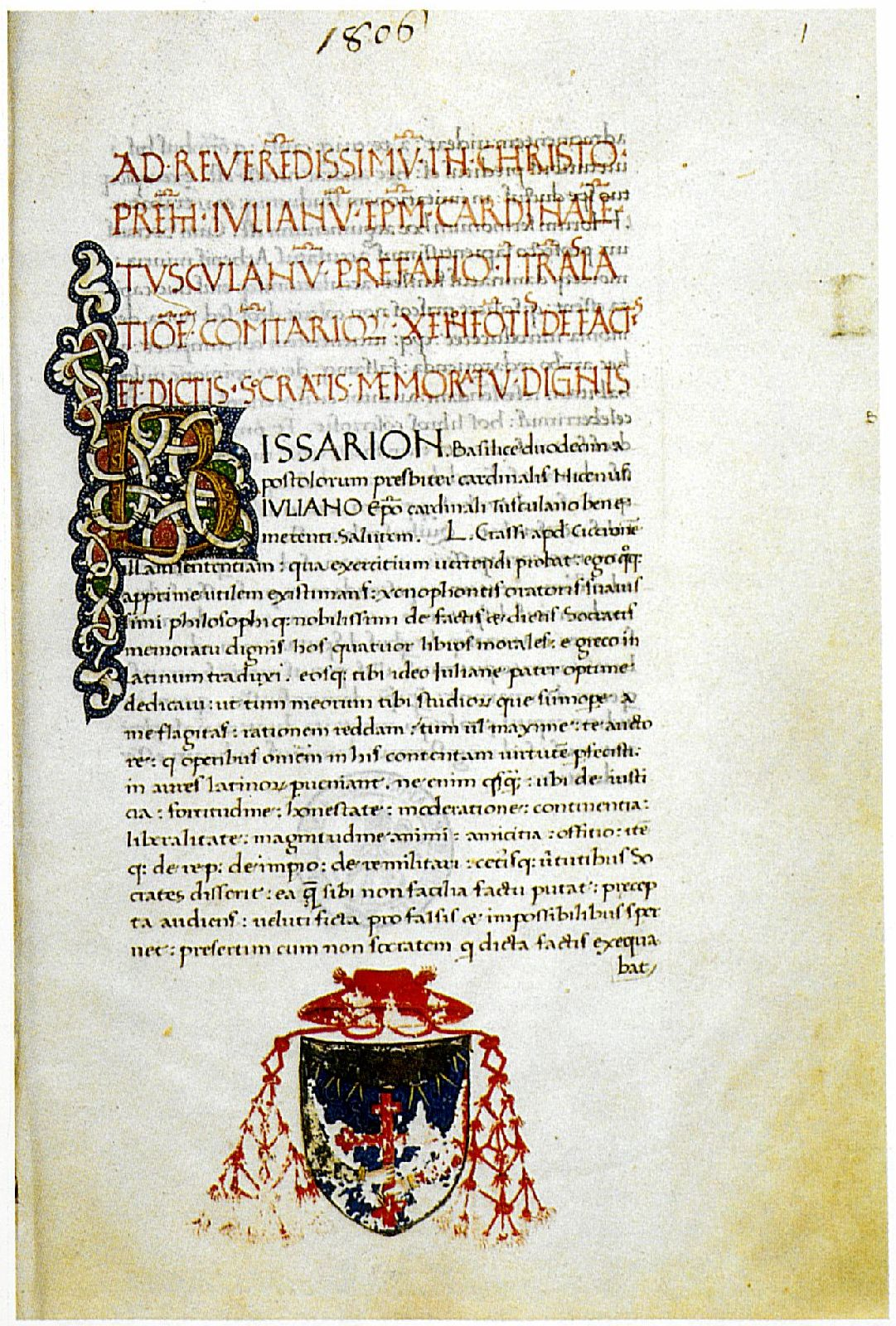
Bessarions Widmungsbrief zu seiner Übersetzung von Xenophons Memorabilia in dem für Kardinal Cesarini bestimmten Codex. Rom, Biblioteca Apostolica Vaticana, Vat. Lat. 1806, fol. 1r

Im Rahmen seiner Bemühungen um die Bewahrung und Verbreitung griechischer Kulturgüter nahm Bessarion ein großes Gemeinschaftsprojekt in Angriff: die Bereitstellung sämtlicher Schriften des Aristoteles in neuen lateinischen Übersetzungen, die den Anforderungen der Humanisten genügen sollten. Den Ausgangspunkt bildete seine Übertragung der Metaphysik des antiken Philosophen, die er im Auftrag des Königs Alfons von Neapel erarbeitete. Dafür verglich er die wortgetreue und daher sprachlich mangelhafte spätmittelalterliche Übersetzung Wilhelms von Moerbeke mit dem griechischen Text. Wie Moerbeke übersetzte er wörtlich und gab der Genauigkeit gegenüber der sprachlichen Eleganz den Vorzug, doch bemühte er sich um eine etwas flüssigere Ausdrucksweise.
Außerdem übertrug Bessarion die Erinnerungen an Sokrates (Memorabilia) des Schriftstellers Xenophon ins Lateinische. Diese Arbeit widmete er Kardinal Cesarini. Seinen Reden an die Fürsten Italiens gegen die Türken fügte er eine Übersetzung der ersten olynthischen Rede des athenischen Staatsmanns Demosthenes bei, die er angefertigt hatte, um angesichts der türkischen Bedrohung auf die Aktualität der Gedanken des berühmten antiken Rhetors aufmerksam zu machen. Mit der Anknüpfung an den Widerstand des Atheners gegen die Eroberungspolitik König Philipps II. von Makedonien wollte der Kardinal seinen Aufruf zur Abwehr der osmanischen Expansion in die Tradition eines antiken Freiheitskampfs stellen.
Auch als Übersetzer zeigte Bessarion ein besonderes Interesse an dem griechischen Kirchenvater Basilius von Caesarea. Er übertrug Predigten des spätantiken Theologen ins Lateinische.

### Totengedichte
Mit Totengedichten in Jamben würdigte Bessarion die 1429 gestorbene Italienerin Teodora Tocco, die erste Frau des späteren Kaisers Konstantin XI., und die 1433 gestorbene Cleopa Malatesta, die italienische Gattin des Despoten Theodoros II. von Morea. Im Gedicht auf Cleopa ließ er den Witwer Theodoros als Sprecher auftreten und das Band der ehelichen Liebe verherrlichen. In Wirklichkeit war jedoch die Ehe des misogynen Despoten von einem schweren Zerwürfnis geprägt gewesen.

## Rezeption

### 15. Jahrhundert und Frühe Neuzeit
Dank seinem ausgleichenden Naturell, seinem Fleiß und seinen literarischen Fähigkeiten war der byzantinische Emigrant unter den Humanisten beliebt. Seine philologische und altertumswissenschaftliche Kompetenz verschaffte ihm bei den Zeitgenossen hohes Ansehen. In den Schilderungen seiner Verehrer erscheint er als das Idealbild eines Kardinals. Schon zu Bessarions Lebzeiten verfasste Bartolomeo Platina, der ihm seine Haftentlassung verdankte, eine Lobrede auf ihn, die als biographische Quelle wertvoll ist. Die Trauerrede des Bischofs von Fermo, Niccolò Capranica, beim Begräbnis bietet weitere Einzelheiten; allerdings wird Capranicas Glaubwürdigkeit in der Forschung skeptisch beurteilt. Bessarions Freund und Sekretär Niccolò Perotti schrieb eine Biographie, die heute verschollen ist. Ein weiterer zeitgenössischer Humanist, der Florentiner Buchhändler Vespasiano da Bisticci, widmete in seinen Lebensbeschreibungen dem griechischen Gelehrten ein Kapitel. Besonders enthusiastisch äußerte sich Kardinal Giacomo Ammanati, ein enger Freund. Er rühmte nach Bessarions Tod den unermüdlichen Eifer des Verstorbenen für das Gemeinwohl; ohne ihn sei an der Kurie nichts begonnen und nichts vollendet worden, auf seinen Schultern habe alles geruht. Wertschätzung fand bei den Zeitgenossen auch die Freigebigkeit des Kardinals, die er vor allem mit der Schenkung seiner kostbaren Bibliothek an die Republik Venedig zeigte. Gasparo da Verona, der Biograph Pauls II., berichtete, Bessarion sei von heiterer Gemütsart gewesen, und Capranica erwähnte die Fröhlichkeit der Gäste des Humanisten bei der Heimkehr nach den Gesprächen in dessen Haus.
Lorenzo Valla beschritt mit seiner philologischen Bibelkritik einen Weg, auf dem ihm die Untersuchung des byzantinischen Humanisten über die umstrittene Stelle im Johannesevangelium als Muster diente. Von Valla stammt die oft zitierte Bemerkung, Bessarion sei unter den Griechen der größte Latinist und unter den Lateinern der größte Gräzist gewesen (inter Graecos Latinissimus, inter Latinos Graecissimus). Diese Worte bezogen sich nicht nur auf die hervorragende Beherrschung beider Sprachen; Valla rühmte damit zugleich die Fähigkeit des Emigranten, sich perfekt in die lateinischsprachige westliche Gelehrtenwelt zu integrieren, ihr das Griechentum nahezubringen und zugleich seinen Landsleuten westliches Denken zu vermitteln.
Bessarions Hauptwerk In calumniatorem Platonis erschien 1469 in einer für damalige Verhältnisse hohen Auflage von 300 Exemplaren. Es wurde vom Autor rasch in Italien verbreitet und fand schon zu seinen Lebzeiten viel Beachtung. Auf die intensive Platonrezeption des späten Quattrocento übte es epochemachende Wirkung aus. Marsilio Ficino, Francesco Filelfo, Johannes Argyropulos, Niccolò Perotti, Antonio Beccadelli, Naldo Naldi und Ognibene Bonisoli da Lonigo äußerten sich zustimmend. Auch im frühen 16. Jahrhundert war diese Arbeit den einschlägig interessierten Humanisten bekannt. Der berühmte venezianische Verleger Aldo Manuzio beschaffte sich ein Manuskript, das wichtige nachträgliche Ergänzungen und Korrekturen des Autors zur Erstausgabe von 1469 enthielt, und brachte 1503 den revidierten Text heraus. In der Folgezeit verdrängte die Aldine die frühere Ausgabe. Sie wurde zum Referenztext in den Debatten, die Platoniker und Aristoteliker im frühen Cinquecento führten. Neben zustimmenden wurden auch dezidiert kritische Stimmen laut. Ein Kritiker war Agostino Nifo, der Bessarion in seinem erstmals 1511 gedruckten Metaphysicarum disputationum dilucidarium angriff. Eine Gegenposition vertrat auch der französische Jurist Arnauld Ferron; er veröffentlichte 1557 eine Entgegnung mit dem Titel Pro Aristotele adversum Bessarionem libellus, in der er dem Kardinal Voreingenommenheit gegen Aristoteles vorwarf. In den 1590er Jahren ergriffen Antonio Possevino und Giovan Battisa Crispo, zwei antiplatonisch gesinnte Theologen der Gegenreformation, gegen Bessarion und für Georgios Trapezuntios Partei.
Der mährische Humanist Augustinus Moravus sorgte dafür, dass zwei Werke des Kardinals, der Traktat über die Eucharistie und das allgemeine Rundschreiben, im Jahr 1513 in Straßburg gedruckt wurden.
Eine starke Nachwirkung erzielten im 16. Jahrhundert die Reden an die Fürsten Italiens gegen die Türken, die zur Gattung der damals beliebten „Türkenreden“ gehören. Ihre Druckgeschichte lässt erkennen, dass ihnen anhaltende Beachtung zuteilwurde. Nikolaus Reusner nahm sie 1596 in den zweiten Band seiner Sammlung ausgewählter Türkenreden auf. Filippo Pigafetta, der eine italienische Übersetzung anfertigte und 1573 herausbrachte, wollte unter dem Eindruck des 1571 errungenen Sieges über die türkische Flotte in der Seeschlacht von Lepanto auf die andauernde Aktualität von Bessarions Aufrufen hinweisen. Ebenfalls im Jahr 1573 erschien in Basel eine von Nikolaus Höniger erstellte deutsche Übersetzung.
Im 17. und 18. Jahrhundert hingegen fand Bessarions Lebenswerk wenig Beachtung. Das Interesse beschränkte sich weitgehend auf die Wiedergabe bekannter Fakten in kirchen- und bildungsgeschichtlicher Literatur. Eine neue Biographie erschien erst 1777; ihr Autor, der Abt Luigi Bandini, pries seinen Helden überschwänglich.

### Moderne
In der Moderne setzte die systematische Erforschung von Bessarions Leben und Werk erst spät und zögerlich ein. Eine lateinische Abhandlung von Jan Conrad Hacke van Mijnden (1840) und eine italienische von Oreste Raggi (1844) brachten keine wesentlichen Erkenntnisse. Georg Voigt, ein einflussreicher Pionier der Renaissance-Forschung, der die byzantinischen Emigranten generell sehr negativ einschätzte, fällte ein vernichtendes Urteil. Er befand 1859, die politischen Unternehmungen des Kardinals seien alle „zum Nichtigen und gewöhnlich auch zum Lächerlichen“ umgeschlagen. Außerhalb der gelehrten Sphäre sei nichts an ihm zu rühmen, er habe sich zu Unrecht für ein Genie gehalten und sei statt eloquent nur schwatzhaft gewesen. Wolfgang Maximilian von Goethe legte 1871 eine Materialsammlung über Bessarions Tätigkeit in der Zeit des Unionskonzils vor. Sieben Jahre später veröffentlichte Henri Vast eine ausführliche Biographie, beschränkte sich aber weitgehend auf die Zusammenstellung bekannten Materials. Auch eine 1904 publizierte Studie von Rudolf Rocholl führte kaum weiter.
Überaus lobend urteilte Ludwig von Pastor 1886 in seiner aus dezidiert katholischer Sicht geschriebenen Geschichte der Päpste: Bessarion, „gleich groß als Mensch wie Gelehrter“ und „der letzte bedeutende Grieche vor dem gänzlichen Verfall seines Volkes“, habe „eine großartige Thätigkeit zum Besten der Kirche, der Wissenschaft und seines unglücklichen Volkes“ entfaltet und sich „die allergrößten Verdienste um die Kirche“ erworben.
Eine neue Grundlage erhielt die Forschung 1923 durch das Erscheinen des ersten Bandes von Ludwig Mohlers umfangreicher, wegweisender Arbeit Kardinal Bessarion als Theologe, Humanist und Staatsmann. Diese Untersuchung, die eine gründliche biographische Darstellung bietet, ist eine Erweiterung der Dissertation, die der Kirchenhistoriker Mohler 1918 in Freiburg eingereicht hatte. Es folgten 1927 der zweite und 1942 der dritte Band mit Mohlers kritischer Edition von Bessarions Werken und weiterer Quellen. In der Einleitung zur Biographie rühmte Mohler die altertumswissenschaftliche Kompetenz des byzantinischen Humanisten, „sein schriftstellerisches Können und Schaffen, seine rednerische Begabung“ sowie „seine sittliche Würde und seine edle Denkweise, sein freundliches, versöhnendes Wesen“. Nicht nur als Gelehrter habe er Hervorragendes geleistet, sondern auch als Kirchenpolitiker sei er seiner Aufgabe glänzend gewachsen gewesen, und er habe sich als umsichtiger Diplomat bewährt. Allerdings habe er in kühnem Idealismus seine Ziele allzu hoch gesteckt. Mohler wollte zeigen, dass Bessarion sowohl in den theologischen Auseinandersetzungen als auch in der philosophischen Kontroverse um Platon und Aristoteles argumentativ weit überlegen gewesen sei.
In der zweiten Hälfte des 20. Jahrhunderts intensivierten sich die Bemühungen um das Verständnis der wissenschaftlichen Leistung und politischen Bedeutung Bessarions beträchtlich, und im frühen 21. Jahrhundert macht sich weiterhin ein reges Interesse bemerkbar. Es erschien eine Fülle von Untersuchungen zu einzelnen Aspekten seines Lebens und Wirkens sowie zu seiner Bibliothek. Besonders John Monfasani und Concetta Bianca traten mit vielen Publikationen hervor. Mohlers umfassende Gesamtdarstellung ist dadurch in manchen Einzelheiten überholt, wird aber weiterhin als grundlegendes Standardwerk konsultiert. Elpidio Mioni arbeitete an einer neuen Biographie, die jedoch unvollendet blieb; bei seinem Tod im September 1991 war nur der bis zum Jahr 1458 reichende Teil fertig, der dann aus seinem Nachlass veröffentlicht wurde.
Verwunderung erregte der Umstand, dass Bessarion auch noch als Kardinal an der offen paganen und antichristlichen Haltung seines einstigen Lehrers Plethon keinen Anstoß nahm und nach dessen Tod den Söhnen des Verstorbenen ein Kondolenzschreiben sandte, in dem er selbst die pagane Terminologie verwendete. Er schrieb dort unter anderem, Plethon sei in den Himmel zu den Olympischen Göttern aufgestiegen und gebe sich nun dort dem Iakchos-Tanz hin. François Masai untersuchte 1956 diesen Aspekt von Bessarions Religiosität. Er sah darin ein extremes Beispiel für die Unbefangenheit und Unbekümmertheit, mit der in der Renaissance auch im hohen Klerus paganes Gedankengut rezipiert wurde. Vojtěch Hladký befand 2014, der in der Forschung oft erörterte Brief sei wahrscheinlich zur Veröffentlichung bestimmt gewesen. Ein erhabener „heidnischer“ Stil mit mythologischen Anspielungen sei sowohl bei byzantinischen als auch bei westlichen Humanisten gängig gewesen und solle daher nicht überbewertet werden.
Ein oft erörtertes Forschungsthema ist die Frage, inwieweit Bessarions Übertritt zum Glauben der römischen Kirche von allgemeinpolitischen Erwägungen beeinflusst war. Nach einer verbreiteten Deutungsrichtung war der spektakuläre Schritt eine zumindest teilweise theologisch motivierte Überzeugungstat. Demnach wurde der Konfessionswechsel dadurch ermöglicht, dass die Argumente der westlichen Theologen dem Byzantiner tatsächlich einleuchteten, unabhängig davon, dass er auch wegen der politisch-militärischen Lage seiner Heimat den Zusammenschluss der Kirchen unter westlicher Führung wärmstens befürwortete. Diesem Erklärungsansatz widersprechen jedoch skeptische und negative Einschätzungen von Bessarions theologischer Aufrichtigkeit, die insbesondere in Griechenland gängig sind. Dort wird gewöhnlich seine Abwendung von der Orthodoxie als politischer Akt betrachtet, auf Nützlichkeitserwägungen zurückgeführt und demgemäß bewertet. In kirchlich orientierten orthodoxen Kreisen wird der Übertritt seit dem Spätmittelalter als Verrat aus Opportunismus und Ehrgeiz verurteilt. Eine andere Sichtweise machte sich in griechischen Enzyklopädien des 20. Jahrhunderts geltend, in denen Bessarion als ein Vorläufer der nationalen Freiheit und Vertreter der Kontinuität der griechischen Nation anerkannt wurde. Nach der Meinung mancher griechischer Beurteiler opferte er als Patriot den orthodoxen Glauben, um sein Land zu retten. Beispielsweise befand Polychronis Enepekides 1976, der Metropolit von Nikaia habe „die größere Gefahr für das Christentum und Europa“ erkannt; diese sei nicht die Lehre der katholischen Kirche vom Ausgang des Heiligen Geistes gewesen, sondern die „lawinenartig zunehmende Macht der Osmanen“. Johannes Irmscher gelangte 1976 zum Ergebnis, Bessarion sei „ein wahrhafter Patriot seines Volkes“ gewesen. Als solcher habe er die Kirchenunion als unumgängliche Notwendigkeit in Kauf genommen. In der italienischen Byzantinistik vertritt Silvia Ronchey dezidiert die Hypothese einer rein politischen Motivation. Sie beschreibt Bessarion als Pragmatiker, dessen „Kehre“ einen Höhepunkt opportunistischer „Realpolitik“ in der byzantinischen Geschichte darstelle.
Eine umstrittene Forschungshypothese besagt, Bessarion habe schon früh ein grundlegendes Dogma des Palamismus verworfen und sich damit der orthodoxen Konfession entfremdet. Er habe sich gegen die Lehre des Gregorios Palamas entschieden, der zufolge ein realer Unterschied zwischen dem Wesen und den Energien Gottes besteht. Mit dieser Ablehnung einer offiziell verbindlichen Doktrin der orthodoxen Kirche sei bei ihm bereits vor seiner Bekehrung zum römischen Glauben eine innere Distanz zum Anspruch der Orthodoxie auf irrtumsfreien Wahrheitsbesitz entstanden. Diese von Joseph Gill und Edward Stormon vertretene Hypothese wird von André de Halleux als unzulänglich begründet zurückgewiesen.
An der Universität München fand im Juli 2011 eine internationale Tagung über „Bessarion im Wechselspiel kultureller Integration“ statt. Die Ausgangsfrage lautete, inwieweit das in der Gestalt des griechischen Kardinals prägnant greifbare Aufeinandertreffen östlicher und westlicher Kultur mit dem Konzept „Integration“ nachvollzogen und verstanden werden kann. Dabei wurde „Integration“ als „Aufnehmen eines ‚Fremden‘ in ein bestehendes kulturelles Umfeld bei gleichzeitiger Akzeptanz des ihm Eigentümlichen“ definiert, im Unterschied zur „Assimilation“, der Eingliederung ohne solche Akzeptanz. Die Beiträge der Tagung, die im Rahmen des Sonderforschungsbereichs 573 „Pluralisierung und Autorität in der Frühen Neuzeit (15.–17. Jahrhundert)“ stattfand, wurden 2013 publiziert.
Panagiotis Kourniakos betont in seinem Tagungsbeitrag den Konflikt, der sich aus der „spannungsvollen, ambivalenten griechisch-katholischen Doppelidentität“ des zum römischen Dogma bekehrten Byzantiners ergeben habe, und dessen „schmerzliche physische und gleichzeitig geistige Selbstexilierung“. Sein Kreuzzugsprogramm sei von einer politischen Praxis abhängig gewesen, die sich auf „ganz pragmatische und zynische Faktoren“ gestützt habe. Bessarion agierte – so Kourniakos – als Bürger der Republik Venedig, und es war ihm klar, dass eine Befreiung griechischer Gebiete von der Türkenherrschaft nur mit der venezianischen Militärmacht möglich war und dann zum Anschluss an das Reich der Venezianer führen musste. Im Kreuzzugsplan „gab es keinen Raum für die anachronistische Restauration eines griechischen Reiches“, vielmehr kam nur eine „ebenso anachronistische und, wie sich schließlich herausstellte, unrealisierbare Restauration des Lateinerreichs“ in Betracht. Das hätte eine Erneuerung der bei den Byzantinern verhassten Fremdherrschaft bedeutet, die ein von Venedig gesteuertes Kreuzfahrerheer zu Beginn des 13. Jahrhunderts errichtet hatte. Nach Kourniakos’ Darstellung war Bessarions „bedingungslose Unterstützung Venedigs bei allen Gelegenheiten“ auch in der italienischen Politik problematisch, da sie seinen Ruf als über den Parteien stehender Kardinal kompromittierte. Han Lamers stimmte 2015 der Einschätzung zu, dass Bessarion für die Zeit nach der geplanten Befreiung Griechenlands eine venezianische Herrschaft ins Auge gefasst habe.
Bessarions Förderung der Astronomie wurde 1935 mit der Benennung des Mondkraters Bessarion nach ihm gewürdigt.

## Ausgaben und Übersetzungen
Sammelausgaben
- Jacques Paul Migne (Hrsg.): Patrologia Graeca. Band 161, Paris 1866, Sp. 1–746 (Ausgabe vieler Werke Bessarions; den griechischen Texten sind lateinische Übersetzungen beigegeben)
- Ludwig Mohler: Kardinal Bessarion als Theologe, Humanist und Staatsmann. Funde und Forschungen. Bände 2 und 3 (= Quellen und Forschungen aus dem Gebiete der Geschichte. Bände 22 und 24). Schöningh, Paderborn 1927–1942, Nachdruck: Scientia, Aalen 1967 (kritische Edition; Band 2 enthält In calumniatorem Platonis, Band 3 Abhandlungen, Reden und Briefe. Ausführliche Rezension des zweiten Bandes von Johannes Sykutris in: Byzantinische Zeitschrift 28, 1928, S. 133–142)

Einzelne Werke
- Pier Davide Accendere, Ivanoe Privitera (Hrsg.): Bessarione: La natura delibera. La natura e l’arte. Bompiani, Mailand 2014, ISBN 978-88-587-6758-0 (griechischer und lateinischer Text und italienische Übersetzung)
- Em(m)anuel Candal (Hrsg.): Bessarion Nicaenus: Oratio dogmatica de unione. Pontificium Institutum Orientalium Studiorum, Rom 1958 (kritische Edition, griechisch und lateinisch)
- Em(m)anuel Candal (Hrsg.): Bessarion Nicaenus: De Spiritus Sancti processione ad Alexium Lascarin Philanthropinum. Pontificium Institutum Orientalium Studiorum, Rom 1961 (kritische Edition, griechisch und lateinisch)
- Luigi Chitarin (Übersetzer): Greci e latini al Concilio di Ferrara-Firenze (1438–39). Edizioni Studio Domenicano, Bologna 2002, ISBN 88-7094-477-8 (enthält als Anhang S. 185–193 eine italienische Übersetzung der Konzilsrede Bessarions vom 8. Oktober 1438)
- Eva Del Soldato (Übersetzerin): Basilio Bessarione: Contro il calunniatore di Platone (= Temi e testi. Band 111). Edizioni di Storia e Letteratura, Rom 2014, ISBN 978-88-6372-477-6 (italienische Übersetzung)
- Anna Gentilini (Hrsg.): Una consolatoria inedita del Bessarione. In: Scritti in onore di Carlo Diano. Pàtron, Bologna 1975, S. 149–164 (kritische Edition der ersten Trostrede Bessarions an Kaiser Johannes VIII.)
- Georg Hofmann (Hrsg.): Acht Briefe des Kardinals Bessarion. In: Orientalia Christiana Periodica 15, 1949, S. 277–290
- Pierre Joannou (Hrsg.): Un opuscule inédit du cardinal Bessarion. Le panégyrique de Saint Bessarion, anachorète égyptien. In: Analecta Bollandiana 65, 1947, S. 107–138 (kritische Edition)
- Spyridon Lambros (Hrsg.): Palaiologeia kai Peloponnesiaka (kritische Editionen)
  - Bd. 3, Athen 1926, S. 281–283 (ein Gedicht) und 284–290 (Grabrede auf Kaiser Manuel II.)
  - Bd. 4, Athen 1930, S. 94 f. (Totengedicht auf Teodora Tocco), 154–160 (Trauerrede auf Cleopa Malatesta)
- Odysseas Lampsidis (Hrsg.): Ho «eis Trapezunta» logos tu Bessarionos. In: Archeion Pontu 39, 1984, S. 3–75 (kritische Edition der Lobschrift auf Trapezunt)
- Gianfrancesco Lusini (Übersetzer): Bessarione di Nicea: Orazione dogmatica sull’unione dei Greci e dei Latini. Vivarium, Neapel 2001, ISBN 88-85239-41-2 (italienische Übersetzung mit Einleitung)
- Sergei Mariev u. a. (Hrsg.): Bessarion: Über Natur und Kunst. De Natura et Arte (= Philosophische Bibliothek. Band 670). Meiner, Hamburg 2015, ISBN 978-3-7873-2705-8 (griechischer Originaltext, lateinische Fassung, deutsche Übersetzung, Einleitung und Kommentar)
- John Monfasani (Hrsg.): Liber Defensionum contra Obiectiones in Platonem: Cardinal Bessarion's own Latin translation of his Greek defense of Plato against George of Trebizond. (Byzantinisches Archiv – Series Philosophica, 6). De Gruyter, Berlin, Boston 2023. – Rezension von Scott Kennedy, Bryn Mawr Classical Review 2024.02.32
- Alexander Sideras: Die byzantinischen Grabreden. Verlag der Österreichischen Akademie der Wissenschaften, Wien 1994, ISBN 3-7001-2159-8 (enthält als Anhang S. 529–536 eine kritische Edition der ersten Grabrede Bessarions auf die Kaiserin Theodora Komnene)
- Alexander Sideras (Hrsg.): 25 unedierte byzantinische Grabreden. Parateretes, Thessaloniki 1990, ISBN 960-260-304-6, S. 349–368 (kritische Edition von Bessarions zweiter und dritter Grabrede auf die Kaiserin Theodora Komnene)